# 絶対無敵ライジンオー
『絶対無敵ライジンオー』（ぜったいむてきライジンオー）は、1991年4月3日から1992年3月25日まで、テレビ東京系列で毎週水曜18:00 - 18:30（JST）に全51話が放送された、サンライズ制作のロボットアニメ。

## 概要
本作品は、サンライズがトミーと組んで制作したロボットアニメシリーズ「エルドランシリーズ」の第1作目に当たり、五次元世界から現れた「ジャーク帝国」の侵略に対し、地球の守護者「エルドラン」から巨大ロボット「ライジンオー」を与えられた陽昇学園5年3組の生徒たちが、「地球防衛組」として立ち向かう様が描かれる。
巨大ロボットを託された小学生たちが、地球の平和を守るべく活躍するというストレートな子ども向けのエンターテインメント作品でありながらも、主役として位置づけられた1クラス18人の生徒たち全員の、個々のキャラクターを丹念に描くという画期的な要素、そしてそれまでサンライズが培ってきたノウハウを十分に活かしたメカニック描写の数々により、本作品はメインターゲットとして想定していた小学生のみならず、さらに上の世代からの人気も獲得。シリーズ化への道を切り開くのみならず、テレビシリーズ終了後にはその後の地球防衛組を描いたOVAも発売されるに至った。

### 制作
トミーからの依頼により、同社としては久々となる合体ロボットもののアニメとして企画が立ち上げられた本作品は、プロデューサーの内田健二が企画に参加した時点では、ロボットのデザインこそ決まっていたものの、内容としてはあまりにも特徴のない一般的なロボットものであったという。そのため、内田はそこにいわゆる「学園もの」としての要素を追加し、さらに『サンダーバード』からの影響による、魅力あるメカニックの発進シーンを両立させることを企図、監督の川瀬敏文やシリーズ構成の園田英樹とともに企画を練り上げていった。
一方で、当時のサンライズでは既存の作品で手一杯であった都合上、主力のスタッフを本作品に回すことができない状態にあり、そのため本作品では監督の川瀬や演出担当の一人である佐藤卓哉など、初めて大役を任されるような新規のスタッフや、サンライズ外部のスタッフを中心とした座組みとされている。当時まだ若手であった谷口悟朗もその一人であり、サンライズにおける初の現場となった本作品では設定制作として、キャラクターの性格作り・登場メカ・舞台となる世界観の構築・番組全体の縦軸の物語の大まかな流れなど、基礎となる要素に幅広く関与。物語終盤の第45話では演出デビューも果たしている。この他にも、谷口の伝手によりかつて彼と協働経験を持つ色彩設計のスタッフが引き入れられたり、当時日本アニメーションで仕事をしていた作画スタッフにも、キャラクターデザインのコンペに参加してもらっていたという。
そのキャラクターデザインには、多くの候補の中から武内啓が起用された。当時の武内は、日本アニメーションを離れフリーランスになったばかりであり、同じく日本アニメーション出身の古里尚丈の紹介でオーディションを受けた際に、「元気の良さが伝わった」みたいなことを言われたといい、本作品におけるデザインワークについてはシンプルな絵だったので何とかなったものの、リアルなキャラだったらお手上げであったと、当時の苦労を振り返っている。武内を起用した理由について、川瀬は当時の傾向として『魔神英雄伝ワタル』のような垢抜けたキャラクターが多かったことから、あえてそうではない武内のキャラクターを選んだと語っており、また内田は企画当初にセンスのいいオタク狙いの絵柄で開発する手もあるのではと、また逆にそうした方向性にならないよう意図的にダサくしてもらおうとの話が出ていたことから、武内には何度も何度も描き直してもらうことになってしまったものの、完成したフィルムを見て確かにこの絵で正解だったと納得してもらえたと述懐している。メカニック設定を手がけたやまだたかひろは、本作品以前に内田と別の企画で協働経験を持ち、その縁で件の企画が流れた後に本作品に参加する運びとなった。最初にオファーがきたのは放送の前年、1990年のゴールデンウィーク前だったといい、当初は邪悪獣のアイディアを出してほしいとの話であったものの、そこから邪悪獣も含めた敵側や、ライジンオーを始めとする主人公側も含めた全編のメカデザイン、それにオープニング映像や合体シーンなど幅広い範囲に関わることとなった。本作品に参加するに当たって、やまだはアニメファンの人気を取りたいならこの作品はやらない方がいいといった旨をハッキリ伝えられたものの、子ども向けが大好きであったことからそれは全然構わないと答えたという。
タイトルの『絶対無敵』の無敵に関して、井上幸一は「『勇者』と『無敵』があれば、サンライズは基本的にロボットが生きる」として、『無敵超人ザンボット3』『無敵鋼人ダイターン3』『無敵ロボ トライダーG7』に連なる『無敵』シリーズの経緯を目指したという。

### 特徴
本作品の企画当時、すでにサンライズではタカラと組んで、同様の路線のロボットアニメシリーズである「勇者シリーズ」を展開しており、本作品ではそちらとの明確な差別化を図るべく登場するロボットをあくまで機械として描写し、同時に前述したように1クラスの生徒全員を主役に据えつつ、普段はどこにでもいるような等身大の子どもである彼らが有事にはロボットを操縦し戦う、という点に主軸を置いている。主人公である「地球防衛組」の総数が18人というアイディアは、内田と川瀬との打ち合わせの中で決まったものであり、当時の小学校のクラスとしては少人数ではあったものの、アニメーションとして30 - 40人も描くことが困難という事情から、男子と女子それぞれ9人の合計18人であればギリギリ1クラスに見えるだろうという、苦肉の策としての側面もあった。また、学年を5年生として設定した点について、川瀬は6年生では意識がハッキリしており、4年生だとまだ子どもすぎることから、その両方の要素を備えどちらにもなれる曖昧な存在であることを理由として挙げており、同様に園田も当時の子どもと大人の境目でありつつ、無邪気でいられる年齢はどこかを考えた結果であると述べている。
18人全員が主人公とはいえ、メインで活躍するのは仁を始めとした4人であり、必ずしも全員に均等な活躍の場が与えられたわけではないが、それでも1話完結という構成を活かして生徒たち一人ひとり、時にはその家族などのキャラクターにスポットを当てたエピソードを丹念に描くことで、その他の生徒たちが単なる背景に堕することないように心がけられている。園田は本作品に参加するに当たって、過去に自身が『超音戦士ボーグマン』（1988年、日本テレビ系列）にて、同様に学校を舞台としたヒーロー物をてがけながらも、先生がヒーローである都合上あまり子どもたちを深く描けなかったことを踏まえ、本作品では生徒全員をヒーローにしようと考えていたといい、同時にひとつの物語の中で何人のキャラクターを立たせることができるかというテーマにも挑戦してみたかったと、後年のインタビューにて振り返っている。
ストーリーの面では、前述した侵略者と子どもたちとのメインに据えながらも、毎回18人の生徒の誰かを主人公として位置付け、仲間たちの助けを借りながらも直面する困難を乗り越えていく姿を描くのを基本としている。また、物語の語り部としては吼児が位置づけられており、作中でも彼の視点、そしてナレーションによって物語が進行していくが、これは園田からの「引っ込み思案のキャラクターに語り部をさせたい」との要望があってのことであると川瀬が明らかにしており、園田はかつての自身が吼児のような、みんなといっしょにいても何か浮いているキャラクターであったと前置きしつつ、そうした園田自身の吼児的な視点があったことから、最終回における展開も最初から考えていたという。

### キャスティング
出演者については、マリア役の吉田古奈美のように本作品ではなく、元々別のサンライズ作品のオーディションを受けていた流れで決まった者も多いとされる。仁役の松本梨香は、本作品のキャスティングを担当した千田啓子（音響制作）が、普段から声優を気にかけてくれる方だったことから、個性豊かなメンバーをバランスよく揃えることができたのではないかと振り返っている。制作当時、現場の雰囲気は本当の学校のような、みんなでわいわいすごく楽しいものであったといい、それが作品にも現れていると松本が評している他、吉田も防衛組の18人を演じた面々がだいたい年齢が近い者が多く、芝居上の悩みがあれば誰かに相談したりと、まさに青春時代という感じであったと述懐している。
本作品ではダブルキャスト、すなわち複数の役柄を1人の声優が兼ねるというケースも多く、たとえば、クッキーと飛鳥は岩坪理江が演じている。同じようにマリアとひでのりを兼役していた吉田は、前者のようなセリフが多い役はあまり演じたことがなかったのに加え、後者のような男子役を演じるのが初めてであったことから正直不安もあったといい、特にひでのりが殿様となったOVA第2話が一番大変であったと語っている。

## あらすじ

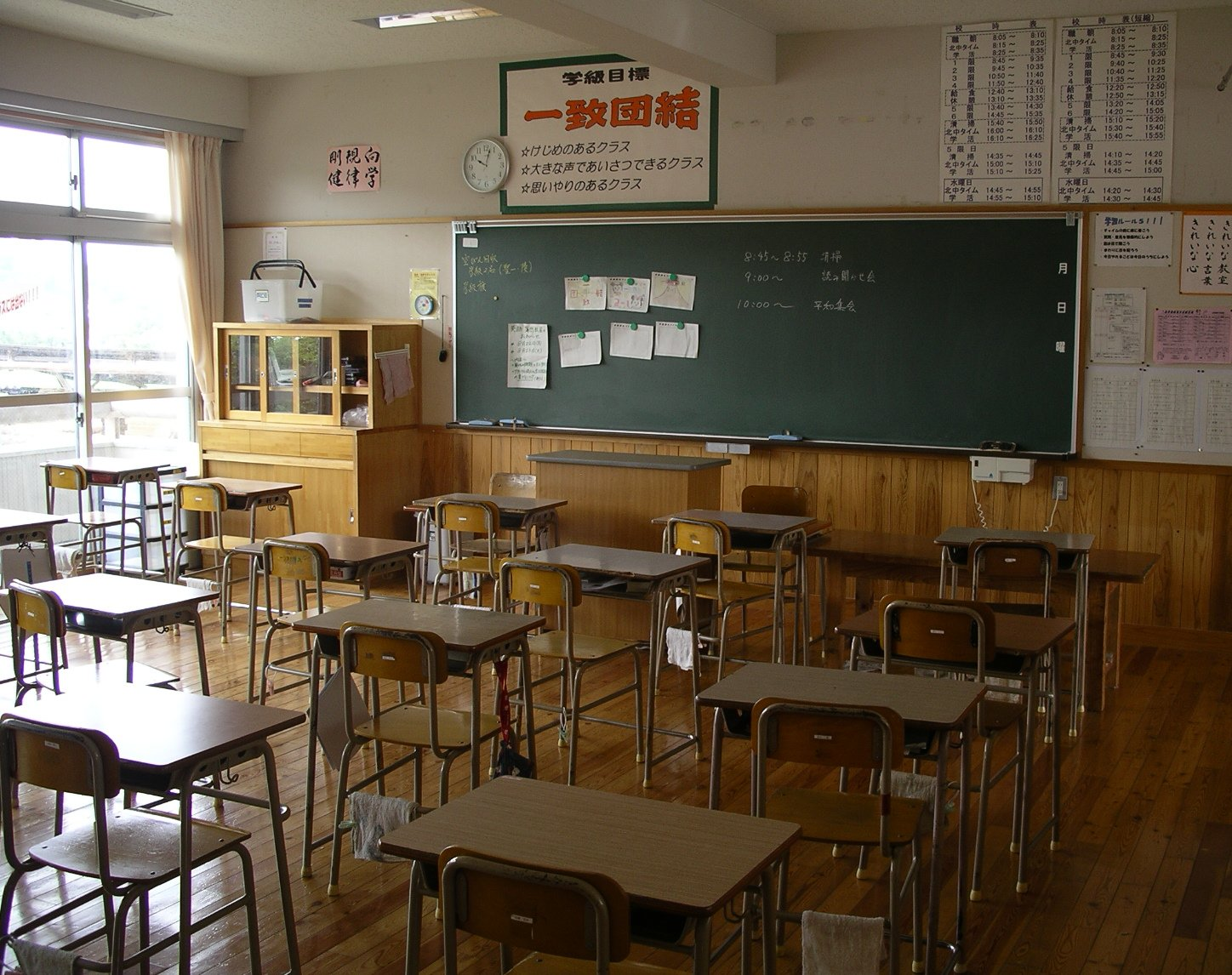
教室が司令室になり、学校が変形してメカが出撃するなどの、前代未聞の展開が当時の子供のみならず、大人をも驚かせた。

三次元を征服するため、五次元世界からジャーク帝国が地球に襲来。ミサイルで地球に狙いを定めていたが、その前へ、光の戦士エルドランが操るライジンオーが立ちはだかる。しかし、帝国の司令官ベルゼブの攻撃によって、ライジンオーは地球に落下。そしてミサイルに詰められていた帝国の秘密兵器アークダーマが地上に大量にばらまかれてしまった。
同じ頃、陽昇学園の5年3組が居残っていた土曜日の午後、陽昇学園の上空からライジンオーが落下。異空間の中でエルドランは彼らの前に姿を現し、5次元人の攻撃により深く傷付いていた彼は自分が戦えないことを語り、ジャーク帝国と戦う対抗策としてライジンオーそしてライジンブレスとライジンメダルを子供たちに託す。
その翌日、地球に落下したアークダーマから邪悪獣が出現。導かれるように学校に集まった5年3組の子供達は、発光したライジンメダルを机にはめ込む。その途端、教室が司令室に変形し、地下はエルドランが残した『剣王』『鳳王』『獣王』の3体のメカを格納する秘密基地へと学校が変形。さらに3体のメカは巨大ロボット・ライジンオーへと合体。
その日から5年3組は「地球防衛組」として5次元世界「ジャーク帝国」と戦うことになる。

## 登場人物

### 地球防衛組
日向 仁（）
声 - 松本梨香
10月18日生まれ。身長132.3cm（5年生時）→138cm（6年生時）。体重35.9kg（6年生時）。血液型はO型
本作品の主人公。出席番号8番。剣王パイロット、ライジンオーおよびゴッドライジンオーメインパイロット。ツンツン頭で黄色いタンクトップ（冬は上にジャケットを羽織る）、赤い短パン（冬は白い短パン）、横じまの靴下とスニーカーといった元気な少年らしいルックスが特徴。両親は酒屋「日向酒店（看板表記は日向ストア）」を経営。クラスのガキ大将で勉強は苦手だが運動神経は抜群。ただ全く勉強が出来ないというわけではなく、勉たちの指導によって一度だけ80点を取ったことがあるので「やらないから出来ない」タイプのようでである。元気だけが取柄で無鉄砲なお調子者・威張り屋だが正義感は人一倍強く、地球防衛組を引っ張るリーダー的な存在。メンバーのトラブルメーカーでもある。ライジンオーに「絶対無敵」の称号を付けたのは彼である。マリアとはケンカが絶えないが誰よりも彼女を信頼している。テストと注射が嫌い。部活は拳法部。将来の夢はF1レーサーもしくはJリーガー。
中学ではサッカー部に所属している。
- 仁という役柄について、松本はいわゆるガキ大将だったという子どもの頃を思い出すと自然に演じることができたと振り返っており、また決め台詞は子どもたちが真似したくなるよう、凛とカッコよくやりたいと考えていたという。演技の中で大声で叫びすぎた結果、音が振り切れてマイクが故障してしまったり、声帯が切れて口から血が出たりなど様々なアクシデントもあった一方、アドリブで発した「元気、元気、元気印♪」の台詞が仁のキャッチフレーズになったのはとても嬉しかったと後に語っている。松本は声優としての仕事を始めた際、主役を演じることを一つの目標にしていたと前置きしつつ、その願いが叶った本作品を最後に舞台の仕事に戻ろうとの思いがあったものの、本作品での仕事から学んだことをみんなに返していかなければ、恩返ししていかなければとも思ったと後に明かしている。

月城 飛鳥（）
声 - 岩坪理江 / 甲斐田ゆき（スーパーロボット大戦シリーズ）
5月21日生まれ。身長140.7cm（5年生時）→144cm（6年生時）。体重35.4kg（6年生時）。血液型はAB型。趣味、特技はスポーツ、勉強
出席番号7番。鳳王パイロット、ライジンオーおよびゴッドライジンオーの飛行・姿勢制御担当。凛々しい顔立ちで服装は白いシャツの上に青いチョッキ、短パンといった出で立ちだが冬服は紫のセーター。家族構成は両親で、父親は出張が多いらしい。家はひでのりほどではないが、金持ちで裕福な生活を送っている。クラスの伊達男。ニヒルなキザで女の子には優しい為、マリア以外の女子によってファンクラブが結成されるほど。性格が正反対の仁とはライバル意識が強く、しばしば張り合っている。反面、家族と一緒にいる仁を羨ましく思っている。成績の優秀な優等生だが、周囲からの過剰な期待には多少辟易している。間抜けな一面もあり、そのことで「見掛け倒し」と言われることに対しては反発心を見せる。現実主義者で物事や迷信などを決して信じようとしない。一度だけ決まり文句の雄叫びを叫んだことがある。スポーツ万能でスキーや野球が大の得意。部活はサッカー部。将来の夢は会社社長。
中学では剣道部に所属し、文武両道を目指しているが、知らない間にファンクラブは解散していた。
星山 吼児（）
声 - まるたまり
10月30日生まれ。身長121.cm（5年生時）→135cm（6年生時）。体重34.9kg（6年生時）。血液型はB型。趣味、特技はUFO探し
出席番号9番。獣王パイロット、ライジンオーおよびゴッドライジンオーのパワー制御・武器操作担当。服装は夏場・冬場と共に緑の長そでシャツに長ズボンといった出で立ちだが冬服はパーカー。家族構成は両親、兄弟が何人か。心優しき少年で気の強い仁や飛鳥と比べると、気が弱いがここぞというときには勇気を振り絞る。双眼鏡を持っており、UFOや宇宙人を信じている。部活は天体観測部。おのぼり山で出会った一学年下の山口梢と文通で清い交際をしている。また、世界中に文通相手を持つ交友関係もある。将来の夢は宇宙飛行士。
前述のとおり、本作品の物語は彼のナレーションを通して進行する。他にもジャークドリームの内容が彼中心だったりとライジンオーとの特殊な関係を匂わせる演出が随所に隠されている。
中学では小説家を目指して、新聞部に所属している。
- 演者のまるたは、ナレーションという形で物語の進行も務めねばならないことから、第1話の冒頭でナレーションを入れる際にとても緊張したといい、その後も監督とも相談して色々試行錯誤しつつ、吼児の役に関しては悩むことが多かったと述懐している。そうした中で励みとなったのが、音響制作の千田からの「元気のいい男の子をやれる人はいっぱいいる。あなたはこういうちょっと線が細いけど黙々と頑張るような男の子役を極めればいい」との言葉であったという。松本は、前述の初回でのナレーションでまるたがすごく緊張していたことに触れつつ、それが子どもの初々しさだったり、吼児の素朴なキャラクターにピッタリ合っていたと評している。

白鳥 マリア（）
声 - 吉田古奈美
5月7日生まれ。身長135cm（5年生時）→140cm（6年生時）。体重36.6kg（6年生時）。血液型はB型。趣味はスポーツ
本作品のヒロイン。女子委員長で地球防衛組の司令官兼バクリュウオーメインパイロット。母親はフランス人のハーフで、水色のシャツに白いショートパンツを履いているポニーテールと青い瞳を持つ美少女。画家の父を持つ。勝ち気な性格でしばしば衝突する仁のお目付け役だが、誰よりも彼のことを気にかけている。仲間達が落ち込んだ時は励ましたり、叱咤することも多い。頭の回転が速く行動的な性格で、邪悪獣の弱点を探るために、銀行強盗の仲間になったこともある。彼女のライジンメダルは、教室を司令室に変えるキーにもなっている。部活は拳法部。
中学ではバスケットボール部と美術部を掛け持ちしている。
小島 勉（）
声 - 島田敏
6月6日生まれ。身長139cm（5年生時）→145cm（6年生時）。体重35.3kg（6年生時）。血液型はAB型。趣味、特技は1日1個、発明品を作ること。好きな物は本、コンピュータ。好きな教科は算数。嫌いなものは幽霊
出席番号3番。防衛組の参謀格でコンピューターオペレーター。おかっぱ頭で黄色いベスト（冬服は茶色のセーター）と短ズボン、度の強い眼鏡をかけている。目は眼鏡のレンズによる反射で見えないが、時々眼鏡が外れたり、反射が晴れたりして見えることがある。丁寧口調。典型的なガリ勉タイプでやや融通が利かないが、ドッジボール大会用に考えた必殺技がルール違反だったり、アークダーマを探すために霊媒師になるなどの一面も持っている。発明と勉強が大好きで、コンピューターでライジンコマンダーを分析し、装備の使用法や戦法をいくつも編み出し（失敗も多いが）、クラスに貢献している。祖母が心霊道場を営んでいる。将来の夢はコンピュータープログラマーやIT技師。
なお「熱血最強ゴウザウラー」の小島尊子(教授)とはいとこの間柄。
中学では研究を続けている。れいこに言われたある一言がきっかけで落ち込み、ファッションに目覚めるが、れいこからの叱咤で回復する。
春野 きらら（）
声 - 南杏子
9月13日生まれ。身長135cm（5年生時）→141cm（6年生時）。体重38.9kg（6年生時）。血液型はB型。趣味、特技は実況中継
出席番号17番。主に外部との通信担当。クラスの放送委員で将来の夢はニュースキャスター。飛鳥ファンクラブ会長。おでこを出した頭とフサフサのストレートロングヘアに大きな黄色いリボン、横じまのシャツ（冬服はピンクのパーカー）と短パンをはいている。学校放送のビデオ撮りのキャスターも彼女が担当。表裏のないさっぱりした性格。思ったことをそのまま口にしてしまうため相手を傷つけることも。特にクッキーやれいこをからかった際には面白いと評したが、終盤では人に頼ってばかりのクッキーを叱咤することもあった。仁ほどではないがトラブルメーカーな一面もある。母親はエアロビのインストラクター。
中学では放送部に入る。他の男子に興味を持ったことで飛鳥への興味も薄くなりファンクラブを解散させてしまった。
今村 あきら（）
声 - 南杏子
4月28日生まれ。身長135cm（5年生時）→139cm（6年生時）。体重34.1kg（6年生時）。血液型はA型。趣味はヘビメタ、カラオケ。苦手なものは地震
出席番号1番。コアロボ発進システム、バクリュウオー武器選択担当。いわゆるロック少年で髪にメッシュを入れている（5年生時はピンク、6年生時は緑）。頭にはヘアバンド、オレンジ（冬は白）のシャツに袖の破れた黒いチョッキ（冬服は長袖）、破れた長ズボンといったヘビメタ風。将来の夢はロックスター。見栄っ張りで負けず嫌いで少しいい加減。地震が苦手で少しの揺れでも震えていたほど。また、それによってマリアと対立したことも。仁やヨッパーとは悪友で、仁の次にトラブルを起こすことが多い。部活は拳法部。
中学では、ヨッパー、ひでのり、大介、ラブと共にバンドを結成する。
池田 れいこ（）
声 - 鈴木砂織
7月2日生まれ。身長115cm（5年生時）→117cm（6年生時）。体重29.6kg（6年生時）。血液型はB型。趣味、特技はプロレス
出席番号10番。主にライジンオーとの通信担当。長いまつ毛を生やし、アクセントのある長髪とおでこを出した卵型の大きな頭で、ピンク（冬は白）のブラウスに赤いスカート（冬はピンク）をはいている。クラスで一番背が低く、そのことにコンプレックスを感じている。それ故か同じく背の低いクッキーと仲が良い。好奇心旺盛でチャッカリとした性格。プロレスが大好きで、アントニオ稲木のサイン入りブロマイドが宝物。家はガソリンスタンドを経営している。毎日、洗車をして小遣いを貯めているらしい。邪悪獣アブラーの事件では、ガソリン不足で家が経営危機に追い込まれ転校を余儀なくされおまけに飲み込まれ、邪悪獣ハッカルーの事件では身長30mまで巨大化するなど、邪悪獣の被害に遭うことが多い。また、OVAにて「実際、エルドランが一番迷惑」と言った彼女の一言が騒動を悪化させることに。
中学では演劇部に所属する。第3話では、ふとした一言で勉を誤解させるが、それで落ち込んだ彼を励ますなど、好意を持っていることが判明する。
真野 美紀（）
声 - 鈴木砂織
10月22日生まれ。身長120cm（5年生時）→135cm（6年生時）。体重36.9kg（6年生時）。血液型はA型
出席番号18番。エネルギーゲージチェック、バクリュウオー各種武器類セーフティー管理担当でバクリュウカッター発射担当。長い髪を生やし、左側を髪留めで留め、ピンクのシャツと水色のサロペットスカートを着ている。飼育委員で動物の世話をしている。真面目だが、諦めが早く積極性に欠けるところがある。ラブのスパルタ教育を受けたことがある。以前、大きな犬に追いかけられたことがあり犬が苦手だったが、邪悪獣ノラネゴンの事件の折、シッポという子犬と出会い、この事件をきっかけに犬嫌いを克服した。その後彼女の飼い犬になっている。将来の夢は獣医師。
中学ではゆうと共に同人誌を作っている。第4話では友達となりたい生徒がいたが、友達になるきっかけがつかめず、悩んでいたが、後にその人物といつのまにか友達になっていた。
高森 ひろし（）
声 - 松井摩味 → まるたまり（37、39、42、44、51話）、南杏子（49話）
7月13日生まれ。身長145cm（5年生時）→148cm（6年生時）。体重38.3kg（6年生時）。血液型はA型。趣味は葉書を数えること。
出席番号6番。地球防衛組の副司令官およびライジンオー各種武器セーフティー管理担当、バクリュウオーサブパイロット。指令室におけるゴッドライジンオー合体操作も担当する。ボサボサの頭で黒と青を中心にしたシャツ（冬服は薄紫のセーター）と、水色の短パン。男子委員長でそのため初期のあだ名も「委員長」だった。実家の電器屋「高森ラジオ」は仁やときえの家と同じ商店街にある。クラス一の常識人で普段はあまり目立たないが、クラスメイトからの信頼は厚い。ただし、融通が利かない頑固な面もある。基本的に穏健派だが時には仁たちと一緒になって女子とケンカをすることも。栗木容子とは幼稚園からの幼なじみで彼女に思いを寄せている。OVA第1巻で彼女に告白した。将来の夢は学校教師。
中学でも、委員長の役職についており、バレー部に入部した。
- 名前は本作品のアシスタントプロデューサーの高森宏治に由来している。

石塚 織絵（）
声 - 松井摩味 → 林原めぐみ（37話以降）
1月2日生まれ。身長131cm（5年生時）→133cm（6年生時）。体重43.3kg（6年生時）。血液型はB型。趣味、特技は食べること
出席番号11番。鳳王各種センサー系モニター、ライジンオーダメージカウンター担当。ぽっちゃりとした少女でヘアバンドを巻いて、白いシャツの上に緑（冬はオレンジ）のチョッキを着ている。食べることが趣味でポテトチップスが好きなことから「ポテト」と呼ばれている。おおらかで太目の体型も気にしていない。しかし怒った際には仁達に自身の体重を生かした圧し掛かることも。嫌いなものは蜘蛛。家は肉屋「石塚精肉店」。将来の夢はパティシエール。
中学では演劇部に所属。裏方を担当している。
- 当初の愛称は大根もしくは肉マンになる予定だった。

栗木 容子（）
声 - 岩坪理江 / あおきさやか（スーパーロボット大戦シリーズ）
3月19日生まれ。身長115→117cm（5年生時）→119cm（6年生時）。体重32.1kg（6年生時）。血液型はA型。趣味、特技はぬいぐるみ集め。嫌いなものは牛乳、ゴキブリ
出席番号13番。愛称はクッキー。主にライジンオーレーダー担当。おかっぱ頭で青い大きな瞳を持ち、黄色いシャツに緑のスカート（冬は青）、頭にリボン付きのカチューシャを付けている。幼児体型で外見どおり無邪気。依存性が強く1人では何もできない性格。しかし終盤、吼児と共にタイダーに誘拐されたときは、彼を救うために鉄パイプで殴る行動力を見せた。ひろしとは幼なじみ。将来の夢は保育士。
中学では、ひろしを追う形でバレー部に入部した。
キャラクターデザイナー一番のお気に入りで、彼女の姿をしたキャラクターを別漫画でも出演させている。
- 企画当初、愛称はクリちゃんになる予定だった。

小川 よしあき（）
声 - 佐藤智恵 → 岩坪理江（43話）
2月15日生まれ。身長118cm（5年生時）→125cm（6年生時）。体重40.6kg（6年生時）。血液型はB型。趣味はテレビゲーム、ラジコン
出席番号2番。愛称はヨッパー（由来は「よしあきはパー」から）。剣王回路系モニター、バクリュウオー変型担当。ツンツン頭で肥満体、横じまのシャツに短パン。マイペースで協調性に欠け、クラス一の問題児だがどこか憎めない少年。よく、仁やあきらとつるんで悪さを働いている。テレビが大好きでよく父親とチャンネル争いをしている。わがままな性格で、自分で勝手な行動をしたときは仲間や姫木先生に怒られ反省している。将来に対して夢は持っておらず、成り行き任せの人生を送ろうと考えている。
中学では、あきら、ひでのり、大介、ラブと共にバンドを結成する。第2話では仁とマリアの絡みを目撃し、仁に昼食を奢らせた。
坂井 ときえ（）
声 - 佐藤智恵、松井摩味（43話）
7月1日生まれ。身長130cm（5年生時）→133cm（6年生時）。体重35.1kg（6年生時）。血液型はO型。趣味、特技は野球観戦
出席番号14番。獣王各種センサー系モニター、バクリュウオーダメージカウンター対応。ツインテールでオーバーオールを着ている。家が居酒屋「陽昇亭」を経営しているため、下町気質でおせっかい焼き。店を継ぐ準備として、時々店を手伝っている。大のスーパーヒーローファンで、邪悪獣オセッカイザーと親交をもった事もあり、彼が死んだ後も復活を待ち続けている。
中学では、テニス部に入部。大会での優勝を目指している。
近藤 ひでのり（）
声 - 吉田古奈美
3月21日生まれ。身長116cm（5年生時）→118cm（6年生時）。体重30.5kg（6年生時）。血液型はA型
出席番号4番。主にライジンオーレーダー担当。おかっぱ頭で蝶ネクタイや学生服といったお坊ちゃまらしい服装を着用。地元有数の御曹司で優しい性格。口調は丁寧。川で溺れ掛けたことがあるために泳げないでいたが、克服。それがきっかけで、今では銭湯愛好家に。箱入り息子で庶民との感覚のずれが目立つことも。執事がおり、ヘリコプターとリムジンの操縦に長けている。将来の夢はピアニスト。
中学では、あきら、ヨッパー、大介、ラブと共にバンドを結成する。
- 演者の吉田は前述のOVA第2話にて、殿様になったひでのりの「ほっほっほっ」という笑い方がなかなかできず、どうしても力が抜けず力んでしまったために落ち込んでしまったという。後日、共演者の一人で日本ナレーション演技研究所時代の恩師でもあった西村知道にその話をしたところ、「ひとつの技術ができなかっただけだろ? 5年経ったらできるようになるよ」と言われたといい、実際に5年後にはできるようになったと振り返っている。

佐藤 大介（）
声 - 塩屋浩三
9月3日生まれ。身長149.8cm（5年生時）→151.8cm（6年生時）。体重44.6kg（6年生時）。血液型はO型
出席番号5番。獣王回路系モニター、バクリュウカノン発射、メインメカニック担当。水色（冬は白）のシャツに青いサスペンダーを付けている。クラス一背が高い。頼りがいのある兄貴分で気は優しくて力持ち。見た目に似合わず、結構気が弱い。年下の弟妹が大勢いる。女装するとかなりキツイが母に似ている。また、邪悪獣コドモスキーとの戦いではゆうと共に大人に変装して陽動し活躍した。将来の夢はエンジニア。
中学では、あきら、ヨッパー、ひでのり、ラブと共にバンドを結成する。
- 当初の愛称は「大仏」となる予定だった。

泉 ゆう（）
声 - 林原めぐみ
4月11日生まれ。身長142cm（5年生時）→149cm（6年生時）。体重36.5kg（6年生時）。血液型はA型
出席番号12番。ライジンオー合体チェック、バクリュウドラゴンセンサー系モニター担当。アクセントのあるおさげ髪で黄色いシャツ（冬は薄紫）とオレンジ（冬は水色）のスカートを身に着けている。女子で一番の長身。臆病で無口で物静かな無表情、引っ込み思案で気が弱いが、妹のルリコには姉らしい面を見せる。病弱で車酔いしやすい体質。当初は体も弱かったが、防衛組として活動するうちに体力もやや付いていった。将来の夢は看護師。
中学では、美紀と共に同人誌を作っている。ときえによると以前と比べ、明るくなったとのことである。
島田 愛子（）
声 - さとうあい → 松本梨香（37話以降）
8月19日生まれ。身長130cm（5年生時）→142cm（6年生時）。体重37.2kg（6年生時）。血液型はAB型。特技はスポーツ
出席番号15番。愛称はラブ（愛子の愛が由来）。剣王各種センサー系モニター、バクリュウパルスチェック担当。外ハネでややアクセントのある髪型と下まつげを生やし、オレンジのシャツと紫のズボン、裸足でスニーカーを履いている。クラスの体育委員で運動神経は抜群かつ体育会系気質。ドッジボール大会に向け美紀を鍛えたことも。精神的に大人で、担任の篠田先生からの信頼も厚い。新体操を習っており、将来の夢は体操のオリンピック代表選手。
中学では、あきら、ヨッパー、ひでのり、大介と共にバンドを結成する。第4話では友人が作れない美紀を励ますなど、変わらぬ友情を見せた。
- 作中では第16話、それにドラマCD以外では目立った出番がほとんど見られないが、シリーズ構成の園田英樹はこれについて、初代声優のさとうが降板したため、担当声優の変更の事情から番組内で活躍させづらくなり、「ひとり、絶対に出さないキャラクターを作る」という考えに至ったからとのことである。

### 教師・生徒、大人たち
篠田 俊太郎（）
声 - 梁田清之
12月10日生まれ。身長175cm。血液型はA型。趣味は教育
地球防衛組こと5年3組の担任。教育に命を掛ける若き熱血先生。25歳。戦いで授業が遅れがちになるのが悩みの種。学業がクラス一落ちこぼれの仁にはテストで赤点を取った時に乱暴的な態度を取ったり、宿題を山程出すなど極端に厳しい面があるが、生徒達のことを本当に大事に思っている。愛車は黄色いスバル360で、邪悪獣オウボウダーとの戦いで身を挺して体当たりした結果中破した。アパートで一人暮らしをしているが、貧乏で食事がカップラーメンだけのひもじい生活を送っている。
地球防衛組が卒業後は1年間オーストラリアに体育教師として臨時赴任した。
名前はシリーズ構成の園田の名字から引っ掛け、下の名前は園田が好きな詩人の谷川俊太郎から取られた。
小説「僕たち地球防衛組」では主人公の立ち位置的存在である。
姫木 るる子（）
声 - 林原めぐみ
5月31日生まれ。身長150cm。血液型はA型。趣味は音楽鑑賞、料理
陽昇学園の保健医。篠田先生の憧れの人。23歳。優しい性格で、時に悩む仁やマリアに自分の体験談を語り、導く。愛猫ララと一緒に暮らしている。エアロビクス教室に通っている。愛車はホンダ・トゥデイXTi。
- キャラクターデザイナーの武内啓の妹がモデル。

矢沢 永吉郎（）
声 - 石井敏郎
身長157.5cm。趣味、特技は太極拳
陽昇学園校長。地球防衛組の良き理解者。65歳。太極拳の達人で、拳法部の顧問も兼任している。理不尽な者には毅然とした態度を取り、防衛隊長官でさえ威圧したほど。龍尾脚でヤクザや銀行強盗を倒すなどの活躍も見せる。イギリスに留学した経験があり、その際に友人を交通事故で亡くしている。
キャロル
陽昇学園で飼われている雌のヤギ。校長と一緒にいることが多い。仁がテスト答案の隠滅を図る為に与えてもなぜか食べようとせず、意外と賢い面を見せることもあった。
武田（）長官
声 - 西村知道
防衛隊の長官。軍人でない子供たちが戦うことを快く思っていなかったが、地球防衛組の活躍を見て共に戦うようになる。ライジンオーと比べると格段に劣る防衛隊の戦力ではあったが、終盤にワルーサとの直接対決では懸命の攻撃が地球防衛組に反撃のチャンスをもたらすきっかけを作ったり、OVA3話では復活した邪悪獣を倒す活躍を見せた。シリーズ全作を通して登場。放映当時は単に「長官」と呼ばれており（エンディングでは「防衛隊長官」とクレジット）、名前が出てきたのは次回作の「元気爆発ガンバルガー」になってからである。21話で高所恐怖症を吐露していたが、42話ではライジンオーMk-IIのコックピットに普通に乗っていた。
内田（）教頭
声 - 平野正人
かなりの堅物。学校に迷い込んだ子犬のシッポを追い出そうとした。
大宮 恵津子（）
声 - 伊藤美紀
美人ニュースキャスター。きららの憧れの人である。小説でのもう一人の主役でもある。
谷口 六郎（）
声 - 上村典子、佐藤智恵（47話）
陽昇学園5年2組のリーダー格の男子で、リトルリーグでピッチャーをしている。最初は地球防衛組に対抗意識を燃やして野球勝負を挑んだりしていたが、学校が基地であることがジャーク帝国にバレそうになると、2組を扇動して基地の隠蔽作戦を手伝った。
- 名前は本作品の設定制作を務める谷口悟朗に由来している。

中山、安瀬、金子、健二、酒井、幸彦、川瀬、浩太郎
声 - 林原めぐみ（川瀬）/ 林原めぐみ（14話）→まるたまり（42話）（金子）/ 佐藤智恵（酒井）
陽昇学園5年2組の男子生徒達。名前は劇中では未呼称。谷口の指示の下、5年3組と野球対決や隠蔽作戦を手伝った。
藤波 洋一（）、倉林 あや（）
声 - 渡辺久美子、佐藤智恵（37話）（洋一）/ 小島悠理（あや）
陽昇学園の1年生。あやはマリアと家が隣同士。地球防衛組を見学に訪れた。
泉 ルリコ（）
声 - 横山智佐
ゆうの妹で1年生。野菜嫌いだったが、邪悪獣ベジベジの一件で、野菜を食べられるようになる。

### 防衛組の家族・親戚
日向 忠太郎（）
声 - 島田敏
仁の父親。名前は作中では未呼称。妻（声 - 南杏子）と共に酒屋「日向ストア」を経営している。ガラは悪くて短気だが、大変な人情家でお人好しな正義漢である。ベルゼブに一時的に追放され、仕事を探していたタイダーを快く迎え入れ、敵幹部だと知った後も必死で庇いブラックタイダーになった彼も説得して見せた。
日向 陽太郎（）
声 - 鈴木れい子
仁の従弟。仁に憧れている。
飛鳥の父
声 - 秋元羊介
海外出張が多いが、暇を見つけては飛鳥にスキー等を教えている。
飛鳥の母
声 - 林原めぐみ
教育ママらしい。息子のことは「飛鳥さん」と呼ぶ。
『五次元帝国の逆襲』では綾子（あやこ）と名前が設定された。
れいこの両親
声 - 星野充昭（父）
ガソリンスタンドを経営。邪悪獣アブラーの一件では、ガソリンがなくなり、引越しを余儀なくされかけたことがある。なお、母親は声のみの登場。
ときえの両親
声 - 塩屋浩三（父）、松井摩味（母）
居酒屋「陽昇亭」を夫婦で経営。邪悪獣ビッグタイガーのせいで店が火事になったことがあり、隣の家が出火した際は邪悪獣オセッカイザーの破壊消火で延焼を免れた。
大介の母
声 - 小宮和枝
子沢山。13話で6人目の子供が生まれている。大介が女装すると、彼女に似ている。表札によると名前は「顕子」。夫の名前は「龍一」。
佐藤 タイ子、佐藤 忠介、佐藤 昇介、佐藤 ミク朗
声 - 神代知衣（タイ子）
大介の妹と弟達。揃ってやんちゃだが、母親を恋しく思っている。ミク朗は赤ん坊であり、タイダーに邪悪獣に間違われ、人質にされた。
ミク朗の名前は絵コンテ・演出担当の佐藤育郎より。
ヨッパーのパパ
声 - 緒方賢一
左官屋を営む。『天才バカボン』に登場するバカボンのパパに似た風貌をしている。ヨッパーとのチャンネル争いが絶えない。
エンドクレジットでは、他のメンバーの両親は「父母」と表現されるのに対し、彼だけは「パパ」である。
ヨッパーのママ
声 - 林原めぐみ
息子と夫のチャンネル争いにウンザリしている。
ヨッパーの祖父
声 - 沢りつお
おのぼり山に住むヨッパーの祖父。複葉機「風神号」に乗り、仁たちのピンチを救い、更には邪悪獣デンキーに一撃を見舞って退治に一役買った。風神号の大破後は、人力飛行機「烈風号」を駆る。
シッポ
声 - 松本梨香
陽昇学園に迷い込んだ子犬で、マリアが命名。教頭先生に追い出されそうになるが、紆余曲折の末に美紀に飼われる事になった。

### 五次元世界ジャーク帝国
皇帝ワルーサ
声 - 笹岡繁蔵 / 大友龍三郎（スーパーロボット大戦シリーズ）
本作品の黒幕に相当する存在。五次元を支配する邪悪エネルギー生命体で、エルドランとははるか昔から敵対していた。部下を単なる道具としか見なしていない態度や、終盤の防衛隊の総攻撃を「蚊に刺された」程度に受け流していたことが、後に命取りとなる。
ベルゼブ
声 - 梁田清之
五次元帝国三次元侵略前線司令官。顔は青白い肌を持つ美形だが、その胴体はがらんどうで分身のファルゼブが潜んでいる。ワルーサにジャークサタンを与えられた際にコスチュームが変わる。
再三地球侵略を邪魔され続けていた相手のライジンオーを操縦していたのが地球防衛組の子供たちと知った時は激高の余り、凄まじいまでの勢いでゴッドライジンオーを追い詰めたほど。皇帝に絶対の忠誠を誓うが、終盤に裏切られる。倒された後も戦士としての誇りから地球防衛組との戦いを続けようとするが…。
ファルゼブとはかつては一体で「ベファルゼブ」という姿だったとされている、それから分かれたばかりの頃は、感情や考え方にも差はなかったらしいが、徐々にそれぞれの自我が生まれている。
OVAシリーズにてゴクドーの体内に封印されるが、仁に救われ共に倒す。その後、地球防衛組やタイダーに地球に暮すよう誘われるも「五次元にはゴクドーの他にも悪い奴がいる。そいつらを倒し五次元に平和を戻す」と宣言し去って行った。
ファルゼブ
声 - 林原めぐみ
ベルゼブの半身。灰色の髪と白い肌に赤い瞳を持つ和服を着た妖しくも美しい小さな妖精のような姿をしているがジャークパワーを照射する際には悪鬼の形相になる。普段はベルゼブの胸の奥にある亜空間(?)に潜んでいる。彼女が普段いる空間がどうなっているのかは、ベルゼブにも分からないらしい。38話で仁に超能力を身に着けさせた張本人。小説にてタイダーに用意させたテレビがあることが判明している。
タイダー
声 - 吉村よう → 辻村真人（39話以降）
ベルゼブの部下。副官、ベルゼブとファルゼブのストレス解消（八つ当たり）の対象にされている。派手目の格好をした小太りの男。お菓子や酒が好き。語尾に「〜ダー」をつけて話す。ベルゼブには従順だが、46話でベルゼブにチョコレートをプレゼントしたことから、彼の怒りを買って追放されるも、スーパー邪悪獣オジサーンの苦戦を見かねて復帰した。三次元に来る前は有能だったが、次元を越える際に人格が破壊され怠惰になってしまったらしい。仁の両親に気に入られ、最後には日向ストアの従業員になる。後番組の「ガンバルガー」ではモブとして時折登場、騒動に巻き込まれている。様々な場所から移動ができるがOVAでは長い間地球にいたためかその能力が消えかけていた。
ゴクドー
声 - 大塚明夫
OVAシリーズに登場する、五次元人の新たなる刺客。外見は赤いツンツン頭で長身のチンピラのような外見で江戸っ子のような訛った口調をしている。ベルゼブを背中の入れ墨に閉じ込め、ファルゼブを従わせていた。陽昇学園を占拠し、3次元征服のために地球防衛組を仲間に引き入れようとしたが、仁達の奮闘によりベルゼブを救出される。最期は、ベルゼブのジャークサタンと協力したゴッドライジンオーの大出力ビームに倒され、宇宙のチリと化した。CDドラマでは双子の弟・シャテイ（声 - 山口健）が登場する。

### その他
エルドラン
声 - 島田敏
地球の守護神。光の戦士と呼称される守護天使。物語開始時にジャーク帝国の攻撃により負傷し、陽昇学園5年3組の子供達にライジンオーを託す。また、仁たちが各メカを操縦出来たのは、エルドランとの初対面の時に、サブリミナル効果で意識下に刷り込まれていたことに因るものである。
作中では、この初対面時以外では登場しておらず(最終回にイメージとして姿を見せるのみ)、OVA第3巻ではれいこに「エルドランが一番迷惑」と言われた。

### ゲストキャラクター
山口 実（）
声 - 高乃麗
4話に登場。おのぼり山の地元の少年。おのぼり山の木々が切り倒される事を迷惑がっている。最初は遠足に来ていた仁達に反感を持っていたが、花畑を守ろうとするライジンオーのピンチを、その耳で救った。
山口 梢（）
声 - 林原めぐみ
4話に登場。おのぼり山の地元の少女で、山口実の妹で4年生。花畑を大事にしており、チロというウサギを世話している。遠足に来ていた吼児と仲良くなり、その後清き文通をしている。
和尚
声 - 滝雅也
5話に登場。陽昇寺（ようしょうじ）の住職。寺をヤクザに地上げされそうになったことがある。寺の地下には、仁の0点のテストが隠されている。
ヤクザ
声 - 稲葉実、塩屋浩三、島田敏
5話に登場。陽昇寺を地上げを目論むヤクザ達。長身長髪のリーダー、背が低く坊主頭の小男、大男の三人。偶然出会った邪悪獣ヤクザードを利用して、寺を破壊しようとするが、仁たちに阻止され逮捕された。
銀行強盗
声 - 戸谷公次、辻村真人
20話に登場。陽昇町を騒がした二人組の強盗。モヒカンで長身の男とヒゲ面で小太りの男。タイダーをおだてて邪悪獣ゴウトロンを利用するが、仲間に入ったマリア、後から駆けつけた校長の活躍で逮捕される。
レオニ
声 - 高乃麗
26話に登場。アフリカの少年で、吼児の文通仲間。文通のキッカケは、UFO雑誌らしい。
レオニの父
声 - 玄田哲章
26話に登場。アフリカで動物保護官をしている。
荒木源蔵、荒木純
駄菓子屋「元気堂」の主人とその息子。次回作のキャラクターだが、51話のラストに先駆けて出演している。

## メカニック
ライジンメダル
エルドランが5年3組の面々に渡したメダル。18人全員がそれぞれ異なるデザインのメダルを持ち、司令室や各メカの起動キーとしての役割を備えるとともに、彼らが地球防衛組の一員であることの証ともなっている。メダルは通常、カード型のメダルホルダーに収納した上で持ち歩いており、教室が司令室に変化した際にはメダルの所持者以外を排除するセキュリティ機能や、所持者の位置を特定する電波を発信するといった機能も備わっている。作中にて、ひでのりがプールの中にメダルを落とした描写から、一部のムック本では磁力のような力でメダルがホルダーに装着されているのではないか、とも推察されている。
ライジンブレス
コアロボのパイロット3人が着用しているブレスレット。他のメンバーとは異なり、パイロットはこのブレスにメダルをはめ込むことで、教室からシューターを経由して各自のコアロボへと移送されるシステムとなっており、移送の際には共通デザインのパイロットスーツが自動的に装着されるようにもなっている。
メダル装着部分の右上に備わっているボタンは、ライジンオーの合体時に押すことではまっているメダルをコマンダーへと転送する機能を持ち、さらにふたを開けた状態ではビデオシーバーとなり、司令室との通信も可能とする。最終回ではアークダーマの幻覚から吼児たちを守る働きも見せた。
ライジンコマンダー
ライジンオーの合体の際に用いられる携帯指令端末で、通常は剣王のコックピットに搭載されており、これにパイロット3人のメダルをはめ込むことで、ライジンオーの合体プロセスがスタートする。一方で、合体プロセスの始動は他のコアロボからでも可能となっており、作中でも一度獣王のコックピットから、吼児が同様の手順で合体プロセスを始動したこともある。
また平時は主に勉が所持し、彼の手によってコマンダーに隠された秘密の解析が行われているものの、他のメンバーも使用可能であり、上記した合体プロセスにまつわる機能の他にも、データ分析やコアロボの呼び出し、それにバクリュウオーの発見などその用途は多岐にわたる。
剣王（ケンオー）
人型のコアロボットで、ライジンオーへの合体時には胸部・腹部を構成する。元々は富士山の火口に封印されていた。
人型ならではの器用さや高い機動力を備えるとともに、アクションを重視した設計となっており、パイロットである仁の運動神経の良さを活かし、2本のコントロールアームを駆使したモーショントレースによって操縦が行われる。頭部の目の奥に位置するコックピットへは、シューターから胸部の搭乗口を経由して乗り込むようになっており、学校からの発進の際には、普段格納されている校庭の地下から、変形した校庭中央の100m走用レーンをカタパルトとする形で射出される。風防となっている目の部分は開閉も可能となっているが、基本的に有視界戦闘であることから風防が遮られると大変なことになってしまう。
陸戦兵器であるがゆえに飛行能力は備わっておらず、また火器も搭載されていないものの、前述したパイロットの特性や操縦方式により、ロボットとは思えぬほどの身軽な動作を可能とする。戦闘では相手の顎に回し蹴りを浴びせる「龍尾脚」や「フライングキック」といった蹴り技を主に使用する他、唯一にして最大の武器である「剣王ブレード」を用いた格闘戦も得意とする。通常、刀身を縮めた状態で背部に収納されているこの剣は、両刃剣としての剣戟はもちろん、距離を取ってからの投擲技「ブレードシュート」、それに相手の武器を受け止めるなど様々な形で活用される。
戦闘以外でも、第39話ではとある事情から酒の配達など仁の私用に使われ、マリアからの顰蹙を買ったこともある。
- 他のコアロボや合体後のライジンオーも含め、玩具のデザインはやまだが参加した時点で先行して決まっており、その図面を元にしたアニメ用のリデザイン、そして頭部デザインの考案をやまだが担当する形となった。リデザインに当たっては、合体後に胸部となる背中のパーツが、そのままでは大きく頭が隠れてしまうため、ダウンサイジングと位置を下にずらす形で修正が加えられている。発進プロセスもやまだによって考案され、彼の手によるプロセス解説用のスケッチでは作中と同様の段取りに加え、カタパルト展開時に校庭の木が倒れるギミックも提案されている。

鳳王（ホウオー）
鳥型のロボットで、ライジンオーへの合体時には頭部・肩部・両腕部を構成する。元々はナスカの地上絵に封印されていた。
ライジンオーを構成する3体のメカの中で、唯一自力での飛行能力を備えており、戦闘力よりも機動力やスピードを重視した設計であることから、牽制や撹乱において高い効力を発揮し、陸戦兵器である他の2体との連携攻撃でその有効性はさらに増す。戦闘以外でも、両足の爪を活用してスピードの劣る剣王の空輸を行ったり、防衛組のメンバーを司令室まで緊急輸送するといった働きを見せる。飛行速度は最高でマッハ8にまで及ぶものの、高速飛行の際には強烈なGにパイロットが耐える必要がある。
コックピットはこちらも頭部の目の奥に位置し、モニターには敵を透視する機能も搭載。メインモニターカメラは口内に、サブモニターカメラは上顎の部分にそれぞれセットされている。操縦は航空機の操縦桿によって行われ、メインレバーの上部には武器発射用のボタンも内蔵されている。出動時には教室内の掃除用ロッカーからシューターを経由し、首の後方から機内へと乗り込むようになっており、パイロットの飛鳥が搭乗した後に学園のプール地下から、プール底面の展開と排水に合わせて格納スペースが上昇し、発進態勢へと移行する。
主な武装として、肩部（両翼）の付け根には連射式の「ウイングバルカン」が搭載されており、同じ発射口からはやはり連射可能な羽型のミサイル「カッターミサイル」も発射可能となっている。バルカン、ミサイルともに威嚇・牽制に効果を発揮し、さらにミサイルにワイヤーを付けることで「ウイングワイヤー」としても機能、こちらは主に邪悪獣を強制移動させる際に用いられる。鋭い剣となっている尻尾は、直角に曲げることで相手に接触させて裂傷を与える「ウインドカッター（ウイングカッター）」を繰り出すことができ、同様の尻尾による切断攻撃「スパイラルカッター」は、邪悪獣ライフラーとの戦闘で相手の左腕を切断するほどの威力を発揮している。そして持ち前のスピードを活かし、きりもみ回転しつつ高速で相手へと突撃する「スパイラルショット」も強力な大技である。
- 初期のスケッチでは、二重構造となっている両翼や肩部の処理など、決定稿とは異なる部分も存在する。発進シークエンスも様々な検討が重ねられた結果、プール底面の展開方法は互い違い式に、そして当初考案されていたカタパルトレールを経由せず、機体がホバリングして直接上昇する形とされた。

獣王（ジュウオー）
ライオン型のロボットで、ライジンオーへの合体時には脚部とライジンシールドを構成する。元々はスフィンクスの内部に封印されていた。
他の2体を上回る出力を叩き出す、パワー重視の機体であり、持ち前のパワーや走行力を活かした突進攻撃を得意としている。剣王をその背に乗せて疾走することもでき、合体時にはそこからさらに空高く跳ね上げさせる役割も担う。この他、百獣の王であるライオンを模した姿であることから、邪悪獣ライフラーとの戦闘ではその威厳を最大限に発揮し、怯える動物たちを遠吠えによって安全区域まで誘導してみせたこともある。
他の2体と同様に、コックピットは頭部の目の奥に位置し、操縦はバイクのハンドルによって行われる。口部はそのまま搭乗口も兼ねており、平時の格納場所である体育館の地下にて、天地逆の状態で待機している際にはこの搭乗口までシートが降下、出動時には開いた教室の壁面からシューターを経由し、そこから飛び出したパイロットの吼児がダイレクトに着座する。そして体育館の天井と壁が展開、床面が反転して姿を現した後に発進態勢へと移行する。
主な攻撃手段として、前述した突進攻撃「アニマルアタック」の他、額からワイヤー付きの角を射出・拘束する「アンカーホーン」、口からの火炎放射「フレイムランス」を使用可能である。
- 結果的には採用に至らなかったものの、目の部分は当初、合体後にシールドとなる際に色が変わることが想定されていた。また、やまだの手による無敵合体のアイディアラフでは、獣王が口から放つ超重力波で敵を足止めした隙に合体するという案も提示されている。

ライジンオー
剣王・鳳王・獣王が、「無敵合体」することにより完成する巨大ロボット。
「地球の守護神」「いにしえより地球を守りし戦士・大地の使者」とも称される存在で、初登場の時点ではエルドランが操縦していたが、ジャーク帝国との戦いで傷つき陽昇学園へと落下した際、その場に居合わせた5年3組の生徒たちに託され、以降は彼らとともにジャーク帝国からの侵略に立ち向かうこととなる。
合体の際には、まずパイロット3人のメダルをライジンコマンダーへとセットし、仁の「ライジンオー！無敵合体！」の号令とともに合体態勢へと移行。空中にて3体のメカが変形・合体し、頭部が現れた後に稲妻が金色の角となり、鳳王の両翼の展開とともに合体を完了する。変形合体に要する時間はわずか2.8秒であり、第18話からはこの時間通りに空中で瞬時に変形・合体するパターンも見られるようになった。
合体前の各メカと同様に、コックピットは頭部の目の奥に位置し、上段の座席にメインパイロットの仁、下段左に防衛・武器制御担当の吼児、同右側に飛行能力担当の飛鳥が、それぞれ着座する。未知の自然エネルギー「ライジンエネルギー」を動力源とし、自己修復機能の備わった超金属「エルドナイト」製の機体は、合体によってその戦闘力を格段にアップさせているが、一方で合体中はエネルギー消費量も一気に跳ね上がるというデメリットも有しており、エネルギー残量がわずかになると額の角が点滅するようになっている。ライジンオーが普段、3体のメカに分離しているのもこれに起因したものである。
装備・技
主武装として、後述の「ライジンソード」と、獣王の頭部が変形した「ライジンシールド」を装備。シールドはその形状を活かし、単なる盾としてだけでなく強靭な顎で敵の武器に噛みついたり、口内から火炎や重力波を放射するなど攻撃にも活用される。このうち重力波は出力の調整も可能で、後述の必殺技の際に重要な役割を担う他、人命救助の目的で使用されたこともある。
腰部の後ろには、鳳王の尾翼パーツからなる「ライジンブーメラン」が装備されており、投擲によって自在に空中を飛び、邪悪獣を寸断するほどの威力を発揮する。両前腕に装備された「ライジンクロー」も、やはり鳳王の爪が変化したものであり、切断やパンチ力の増幅だけに留まらず、敵の攻撃を受け止めたり、ライジンシールドの保持といった用途でも用いられる。この他にも、胸部の前にエネルギーを集めて結晶化し、高密度の結晶エネルギーを敵にぶつける「ライジンフラッシュ」も、高威力を叩き出す技として頻繁に使用された。
最大の武器であるライジンソードは、ライジンシールドの口部から取り出した柄と、エネルギー波が実体化した刃によって構成され、このソードで敵を脳天から一刀両断する「ゴッドサンダークラッシュ」がライジンオーの必殺技である。この技を繰り出す際には、ソードを抜いた直後のシールドを投擲し、その口部から放たれた強力な重力波で敵の動きを封じるというプロセスも挟まれ、技の炸裂を確実なものとしている。また、敵が爆散した後には手元に戻ってきたソードを振り下ろし、「絶対！無敵！ライジンオー！」の勝ち名乗りを上げる。
バクリュウドラゴン
ドラゴン型のメカで、バクリュウオーの基本形態でもある。正式名称もバクリュウドラゴンであるが、作中では一貫して変形後のバクリュウオーと呼称されている。
陽昇学園の校舎地下にある格納庫に封印されていたもので、作中ではまず第18話にてライジンコマンダーのモニターに映る謎の影としてその存在が示唆され、後に第22話にて勉がコマンダーの秘密を解読したことにより、満を持してその姿を現すに至った。
ライジンオーや合体前の各メカとは異なり、バクリュウドラゴンは直接パイロットが搭乗せず、司令室にいる15人の遠隔操作によって動くようになっており、メインはマリアが、武器はあきらと美紀がそれぞれ担当。その動きの大部分は基本的にオートに設定され、必要に応じてマニュアル操作を行う形とされている。また、戦闘中に機体が受けたダメージはコンソールを通じ、司令室にもフィードバックされるようになっている。発進時には、マリアの「バクリュウオー発進スタンバイ！」の号令とともに、司令室のレバーを引くことで校舎各部が変形を開始し、カタパルトとなった校舎前部の奥から現れたバクリュウドラゴンが発進態勢へと移行。校舎後部の各教室に耐熱シャッターが降りた後、発進ボタンを押すことでカタパルトを支える校舎中央の時計がカウントダウンし、両針が0時を指した段階でブースターを点火、咆哮を上げながら学園より飛び立つ。
この形態では、ライジンエネルギーや自然のエネルギーを体内に吸収し、回復のために補給することが可能で、第25話では邪悪獣タイフーンの繰り出す竜巻のパワーを吸収してみせた他、第50話では勉の発案により、力尽きた剣王たちへのエネルギー補給も行っている。攻撃の面でも、単体でライジンオーに匹敵するほどの戦闘力を有し、口から放つ高熱火炎「バクリュウファイヤー」や、変形後にバクリュウカノンとなる尾からの砲撃を武器とする。
バクリュウオー
バクリュウドラゴンが「無敵変形」することにより完成する、ライジンオーの支援ロボット。
ヨッパーのいたずらがきっかけで発動したもので、変形の際には空中でバクリュウドラゴンがパーツ単位に分離、わずか2.3秒でロボット形態へと再構成され、作中ではこの機構を活かして脱出に及んだり、パーツ状態のまま敵に突撃するといった応用も見せている。
ライジンオーを凌駕するパワーの持ち主である一方、前述したように遠隔操縦で動く都合上、敏捷性に欠けるという弱点も有している。
装備・技
主武装として、バクリュウドラゴンの尾が変形したバズーカ砲「バクリュウカノン」と、腕に装備される「バクリュウシールド」を装備。このうちバクリュウカノンによる砲撃は、OVA第3巻にてトドメの一撃として繰り出された。この他にも、胸部からは「バクリュウカッター」と呼ばれる光弾も発射でき、邪悪獣のボディや電気シールドを寸断・破壊するだけの威力を発揮する。
ゴッドライジンオー
ライジンオーとバクリュウオーが、「超無敵合体」することにより完成する絶対無敵の巨神。
合体の際には、「ゴッドライジンオー超無敵合体！」の号令とともに、仁とひろしが同時にレバーを引くことで合体態勢へと移行。バクリュウドラゴンの背に乗ったライジンオーがともに空高く飛び上がり、分離したバクリュウドラゴンの各パーツがライジンオーへと順次合体、最後にバクリュウドラゴンの頭部が変形した兜を装着することで、合体プロセスを完了する。
合体前より機体サイズは1.6倍に巨大化、その出力もライジンオーの4倍以上にまで達する一方、機動力も合体前から少しも損なわれておらず、後述する各種武装や技も多大な威力を発揮する。操縦はライジンオーと同様に仁たち3人が担当する一方、司令室からの遠隔操縦も可能となっており、実際に第47話にて邪悪獣コドモスキーが仁たちを幼児化してしまった際には、マリアが彼らを誘導して超無敵合体を行った後、司令室からの遠隔操作で戦闘に及んでいる。
地球防衛組や人類にとっての究極の守護神であるゴッドライジンオーだが、同時に基地のある陽昇町にとっても町のシンボル的な存在と見られており、第33話で催された「陽昇祭」にも校庭での展示という形で参加してもいる。
武装・技
攻撃手段として、背面の鳳王の両翼を分離させ、2枚一組で投擲する「ゴッドライジンブーメラン」や胸部から放つ赤いエネルギー光弾「ゴッドハイパーフラッシュ」など、ライジンオーの技を強化したそれを使用でき、このうち後者は必殺技前のつなぎとしても効果を発揮する。また、巨大な両翼による羽ばたきで突風を起こし、敵の攻撃を跳ね返す「ゴッドライジンタイフーン」も一度だけながら作中にて披露している。
必殺技として、ゴッドライジンバズーカから放つ光弾「ファイナルファイヤー」を登場初期に多用。邪悪獣を跡形もなく消滅させるほどの威力を叩き出す一撃であったものの、新たに登場したスーパー邪悪獣には通用しなくなったため、これと同タイミングで登場した新武器「ゴッドライジンソード」が、バズーカに代わる最強の武器として主に用いられるようになった。ライジンソードの数千倍もの威力を備えるゴッドライジンソードは、右腕に装着される「ゴッドライジンシールド」と一体化した武装であり、シールドは防御目的だけでなく、敵の動きを封じる重力波を放つ際にも活用される。この重力波で拘束した敵を、十文字に切り裂く「ハイパーサンダークラッシュ」がゴッドライジンオー最強の必殺技であり、敵を撃破した後はライジンオーと同様の勝ち名乗りを上げる。数々のスーパー邪悪獣を打ち破ってきた大技である一方、グレートジャークサタンとの初戦ではジャークフィールド内での使用であったために威力が通常の20%にまで落ち込んでいた上、相手方もパワーアップしていたために盾で防がれてしまっている。このグレートジャークサタンとの共闘態勢で臨んだ皇帝ワルーサとの決戦では、サブパイロットの吼児の操作によって主力を全開にし、ゴッドライジンソードから一気に放出した巨大なエネルギーで敵を両断する大技「ゴッドライジンオーフルパワー」を繰り出している。
巨大からくり 雷神王（ライジンオー）
陽昇城が変形した巨大からくり人形で、OVA第2話に登場する。
邪悪党への対抗手段として、ひでのりが勉に命じて作らせたもので、まずマリアが「雷神小判」をセットすることで城の大広間が司令室へと変化、他の陽昇塾生たちも担当の部署につくことで変形準備が完了。そして仁たち3人が「雷神こまんだー」に小判をセット、操縦席にはめ込むことで変形・作動する。操縦席は頭部の目の奥に位置し、全体の操縦を主任操縦士の仁が担当するとともに、彼の指示により他の塾生たちが手足の動作や武器の排出を行う。
主要な装備として、両腕に分割して収納されている必殺武器「雷神剣」と、シャチホコから骨組みと板が展開し完成する「雷神楯」を装備。このうち後者は中に仕込まれたとろろ芋を噴き出すことで、敵の動きを封じる用途にも使われる。また、マリアによる操作で司令室の壁となっている胸部の装飾を突き出し「雷神壁」と呼ばれる攻撃も可能である他、背面に畳まれた紅白の幕は広げることで翼としても機能し、大量の火薬に点火し飛行さえも可能とする。必殺技は雷神剣を振るって放つ「ゴッドサンダーフラッシュ」。

## ジャーク帝国
ジャークサタン
- 全高：30.0m

- 頭頂高：27.0m

- 重量：100g - 60.0t（推定数値）
- 最高速度・出力：不明

第21話より登場するジャーク帝国の戦闘ロボットで、「破壊帝王ジャークサタン」の異名を持つ。
皇帝ワルーサが、地球防衛組との戦いに苦戦するベルゼブに与えたものであり、通常はピラミッド型のクリスタル形態としてファルゼブが持っているが、「出でよ！ジャークサタン」の号令とともに、ベルゼブの体内から現れたファルゼブの手元を離れて巨大化、瞬時にジャークサタンへと変形する。変形後はベルゼブとファルゼブ、それにタイダーが頭部へと吸収され、内部のコックピットからクリスタル状のレバーを用いてあらゆる操縦を行う。サブパイロットを務めるタイダー抜きでも操縦可能ではあるものの、全力を発揮するには2名の操縦者の搭乗を要する。
分析にあたった勉をして、ライジンオーと同等のパワーを持つと云わしめるだけの実力を有し、さらに物語後半からは「超次元融合」によって邪悪獣を強化させる能力も追加された。テレビシリーズだけでなくOVAにも引き続きベルゼブの乗機として登場し、ライジンオーと共闘したこともある。
- 企画段階での仮称は「ジャークオウ」もしくは「ジャークオー」。後述のジャーク要塞がピラミッド型であることを踏まえ、漠然と四角錐のイメージでデザインラフが起こされ、後にピラミッドが4つに割れてロボットに変形するというコンセプトが取り入れられた。当初描かれたラフスケッチでは肘関節の形状が知恵の輪状とされ、その後ピラミッドという当初からのコンセプトを同じくしながらも、よりシャープなイメージへの修正や細部の変更などを経て決定稿に至った。操縦方法も、実際に採用されたコックピットからの操縦だけでなく、コントローラーを用いての遠隔操縦、それに要塞からマリオネットのように操るといった案が提示されていた。
- デザインを手がけたやまだの語るところによれば、放送当時は商品化の話もあったものの、その検討の最中にシリーズ次作『ガンバルガー』の制作が決定し、商品開発もそちらへとシフトしてしまったことから、それに取り残される形でジャークサタンの商品化も実現せずに終わったという。

装備・技
主武装として、右手から伸びる「ジャークサーベル」を振るい、近接戦闘に活用されるだけでなく無数の刃を射出するという応用も可能となっている。腕自体も、高速で撃ち出すことにより「ジャークナックルピック」として敵にダメージを与えることが出来る他、通常は収納状態にある3本の指を開くことで、高熱火炎「ジャークフレア」を放射可能となっている。肩アーマーには「ジャークミサイル」と呼ばれるクリスタル状のミサイルも搭載されており、発射後に6基に分離するほか追尾機能も備わっている。
この他にも、胸部からは備わっている2本のクリスタルを発光させて放つ「ジャーククリスタルビーム」、それにライジンフラッシュと同様に胸部で生成したクリスタルを撃ち出す「ジャークフラッシュ」といった技を繰り出す。
グレートジャークサタン
第49話より登場する、ジャークサタンの強化形態。
ワルーサの与えたジャークパワーによってパワーアップを遂げたもので、その機体サイズはゴッドライジンオーをも凌駕するほどに巨大化。ファイナルファイヤーの直撃を受けても傷つかないほどの強度を持つ装甲に加え、左腕が変形・展開した新装備「ジャークフェンサー」は、後述する特殊な環境下での戦闘時であったとはいえ、ハイパーサンダークラッシュさえも防ぐほどの防御力を発揮している。また、従来の武装もそのまま使用可能であり、いずれも名称こそ同一ながらも威力は増大している。
地球防衛組との初戦では、ジャーク要塞によって陽昇町がジャークオーラに包まれライジンオーのエネルギー消耗も激しかったことも手伝い、敵を苦戦に追い込み強制合体解除に追い込むほどの猛威を振るうも、剣王によって自らの刃を突き立てられるという形で思わぬ敗北を喫してしまう。その後のワルーサとの決戦では苦戦する地球防衛組に加勢し、その打倒を助けることとなるが、その後も戦士としてのプライドを賭けたベルゼブの最後の挑戦に用いられ、最終的に力だけでなく心の面でも敗北を認めた彼とともに、五次元世界へと帰還するに至った。
アークダーマ
声 - 吉村よう → 辻村真人（第39話以降） / 緒方賢一（ドラマCD:絶対爆発ライジンオー対ガンバルガー） / 梁田清之（スーパーロボット大戦シリーズ）
ジャーク帝国が使用する、侵略用の秘密兵器。黒いボール状の物体で、人間の「迷惑」という言葉に反応し、二重になった目のようなセンサーによって「迷惑」な物体の姿を取り込むことで、後述する邪悪獣へと変化・覚醒する。
ジャーク帝国は三次元世界への侵攻に当たり、このアークダーマを多数搭載したミサイルを撃ち込むことで、地上にアークダーマをばらまくことを画策していたが、陽昇町上空にて繰り広げられたベルゼブとエルドランとの戦闘の結果、ミサイルの爆発によってそのほとんどが陽昇町とその近辺に降り注ぐこととなり、町内に邪悪獣が頻繁に出現することにも繋がった。
物語終盤にて、とある事情からタイダーが仁にアークダーマの情報を漏らしたことをきっかけとして、地球防衛組や防衛隊にもその存在が知られることとなり、研究の結果防衛隊によって開発されたアークダーマ探知機や、町の住民たちの協力もあって全てのアークダーマが回収、防衛隊の基地へと集められるに至った。数百個にも上るこれらのアークダーマは、タイダーとの融合・巨大化を経て最終的には全てゴッドライジンオーのファイナルファイヤーで消滅するも、ジャーク要塞内部には巨大なアークダーマが残されており、ベルゼブとの決着を付けたゴッドライジンオーの前に最後の敵として立ち塞がった。
ジャーク要塞
ジャーク帝国が擁する、ピラミッド型の宇宙要塞。戦艦としても兼用されるものの、その先端から前出のアークダーマミサイルを発射した以外には特に武装などは確認されておらず、ブリッジもスクリーンや瞬間移動用の装置、それにアークダーマ感知用のジャークレーダーが存在する程度である。通常は、ベルゼブたちの本拠地として月の衛星軌道上に静止しているが、最終決戦に際して地球へと降下し、壁面が正反対へと動くことで戦闘モードへと変形。底部に備わった巨大な目玉からエネルギーを照射して陽昇町全体をジャークオーラで包み込み、これを上空へと持ち上げてみせた。地球防衛組とベルゼブの最後の勝負も要塞内で繰り広げられ、その決着が付いた直後に爆発を開始。あわやゴッドライジンオーを巻き込む事態に陥ってしまう。

### 邪悪獣
アークダーマが、地上の「迷惑」な物体の姿を取り込み覚醒した状態。一部の個体を除き、覚醒直後はユーモラスな姿をした幼生体として姿を現し、ファルゼブによってジャークパワーを照射されることで巨大化・凶暴化する。各回の終了後には、次回に登場する邪悪獣をタイダーが紹介するパートも設けられている。
物語後半からは、ジャークサタンとの超次元融合によって「スーパー邪悪獣」へとさらなるパワーアップを遂げるようになった。そのプロセスは当初、ジャークサタンから放たれたエネルギーで構成された結晶に邪悪獣が包まれ、ジャークサーベルで結晶ごと邪悪獣を✕の字に切り裂いた後に両者が融合を開始するというものであったが、物語終盤ではこの切り裂くプロセスを経ずに融合するパターンへと変更された。
- 第1話では｢邪悪次元獣｣とテロップ表示されていたが、同時期に放送されていた特撮テレビドラマ『鳥人戦隊ジェットマン』（テレビ朝日系列、東映制作）に登場する、各回のゲスト怪人の総称が｢次元獣｣であったために「邪悪獣」へと変更されたという経緯がある[15]。

オーピー
オープニング映像に登場し、剣王に倒される邪悪獣。肩のパイプ、ドリル状の右腕とチェーンソー状の頭部、左腕のドスと、初期の数話に登場する邪悪獣の特徴を合わせたような姿。第31話では、テレノドンによる邪悪獣出現の偽ニュースの映像の中に、このオーピーの色違いのタイプが登場している。
エキゾースト
全長 - 30.0m / 重量 - 90t
篠田先生が排気ガスを迷惑がったのを目撃したタイダーの報告を受けたがベルゼブが、手元に残ったアークダーマを発動させて誕生。幼生態を経ずにジャークパワーで直接完全態になる。全身のマフラーから大量の排気ガスを噴出し、ミサイルとエンジン熱による攻撃をする。
ダストロン
声 - 塩屋浩三
全長 - 28.6m / 重量 - 74t
清掃作業員の「ゴミは迷惑」の一言から発生したゴミ邪悪獣。幼生態は空き缶といも虫が合わさった姿で周りのゴミを食い散らかしながら巨大化。ジャークパワーで戦闘形態になってからは空き缶で構成された蝿のような姿になる。ゴミを吹き出して相手の動きを封じる。
デストラー
声 - 塩屋浩三
全長 - 24.5m / 重量 - 48t
仁と通りすがりの受験生の「テストは人類の敵だ。迷惑だ」の一言から登場したテスト邪悪獣。幼生態はテストの束に鉛筆の腕がついた姿で、テスト用紙を大量に飛ばして姿を消し、同時に手裏剣としても利用する。成長後はテストの束が学生服を着込んだような姿で、頭部や両腕は文房具で構成されており、口から"0"型のビームを発射する。
デザートス
声 - 塩屋浩三
全長 - 27m / 重量 - 92t
重機型邪悪獣。おのぼり山の公園を広げるための森林破壊に憤慨した地元の少年の山口実が、遠足に来ていた仁達にその怒りをぶつけた事で生まれた。おのぼり山の木々を大量に切り倒した。成長前はドリル、成長後はチェーンソーの頭部を持つ。成長体は足のドリルで地中に潜り、ライジンオーを翻弄したが、仁たちと和解した実のサポートにより敗れる。
ヤクザード
声 - 島香裕
全長 - 30.5m / 重量 - 80t
匕首状の頭部を持ったヤクザ邪悪獣、腹巻に下駄履き、首からお守りを下げている。陽昇寺（ようしょうじ）を地上げしようとしたヤクザを、校長が蹴散らしマリアが迷惑がった事で生まれた。件の人間に「お控ぇなすって」と仁義を切り、一緒に陽昇寺を襲った。頭部だけでなく、手足にも刃物が仕込まれており、背中の龍の入れ墨を実体化させて火炎攻撃をすることができる。ライジンオーの必殺技、ゴッドサンダークラッシュを両腕で防ぐも、強引に押しきられ腕ごと寸断。
アクシデン
声 - 塩屋浩三
全長 - 24m / 重量 - 90t
飛鳥がトラックに轢かれそうになったことがきっかけで生まれた暴走トラック邪悪獣。邪悪獣の中では珍しく会話ができる。成長前はトラックの姿をしており、主な攻撃手段は体当りと噛み付き。ジャークパワー照射後は二脚歩行になり若葉マーク型のミサイルを発射する。
ビッグタイガー
声 - 塩屋浩三
全長 - 32m / 重量 - 78t
ときえの実家の前で暴れていた酔っ払いを、通りすがりの女性が迷惑がった事で生まれた酒飲み邪悪獣。成長前はアイストングの手とグラスの足が生えた酒ビン、成長後は徳利を2本背負い体が酒樽、頭部がショットグラス、口が升、尻尾がおつまみのイカゲソで構成されている虎のような姿。攻撃は主に火炎放射で、ときえの家が火事になった。アルコール摂取により全身を爆弾にしている。
初期設定での名前はアールゴール。
ドクノイズ
声 - 郷里大輔
全長 - 26.3m / 重量 - 88t
歩行者天国で演奏する若者に辟易した近所の主婦の「騒音は近所迷惑」の一言から登場したスピーカー邪悪獣。音を使った攻撃や防御が得意で、相手の駆動音でその位置を正確に把握できるが、鳳王の自由落下は感知できなかった。
カビリアン
声 - 島田敏
全長 - 26.7m / 重量 - 63t
梅雨の季節に、篠田先生が着ていた服にカビが生えたことがきっかけで生まれた、カビ邪悪獣。女子が作ったおにぎりを食い散らかし、男子との確執の原因を作った。再生能力を持ち成長後はカビでライジンオーの視界を封じるなど善戦したが、食い意地が張っていることが災いしてカビ取り洗剤を詰めた巨大ケーキを食べてしまい弱体化した。
アブラー
声 - 島香裕
全長 - 44.7m / 重量 - 125t
ガス欠で渋滞の元を作った姫木先生の車をトラックの運転手が迷惑がったことがきっかけで生まれた、ガソリン邪悪獣。陽昇町のガソリンスタンドを次々に襲ってガソリンを飲み尽くし、営業不能に追い込んだ。れいこを飲み込みライジンオーを一時合体不能に追い込んだ事もある。成長前は蛇のような首を時折見せる不定形だが、成長後は成長前の体に体内にガスタンク状のフレームが入った姿になり、飛行能力も有する。
デッドベア
声 - 西尾徳、山崎たくみ（OVA）
全長 - 27m / 重量 - 75t
きららに子供っぽさをからかわれたクッキーが泣き出し、それをきららがクッキーのクマのぬいぐるみに責任転嫁した事で、ぬいぐるみが変身した邪悪獣。成長前はクッキーが持っていた人形のままだが、ジャークパワーにより凶悪な顔つきになる。鋭い爪と、首のリボンが主な武器。クッキーが嫌いといったものに反応し、成長前は保健室と給食の牛乳を荒らし、成長後は飛鳥が乗る鳳王を執拗に攻撃した。弱点は糸が取れかかっていた左肩。断末魔の悲鳴は「飛鳥君のバカ〜!」。
アツイドン
声 - 島香裕
全長 - 25.3m / 重量 - 105t
強力な熱を発する邪悪獣。カナヅチのひでのりが、夏を迷惑がった事で生まれた。成長前は鉄球、ジャークパワーを受けた後は球体が割れて展開した形状をしており、高熱を放つ。陽昇町を連日真夏日にし、プールや貯水池の水を沸騰させたが、陽昇学園のプールはその被害から免れたらしい。デザインのヒントは、やまだが食べていたミカンから。
ヨナキング
声 - 山下啓介
全長 - 30m / 重量 - 85t
佐藤家から聞こえる夜泣きが迷惑という言葉に反応した赤ちゃん型邪悪獣。成長前は哺乳瓶が乗った乳母車、成長後は哺乳瓶や歩行器など色々なベビーグッズが合体したような姿になる。
イタイゾー
声 - 飯塚昭三
全長 - 32.4m / 重量 - 58t
仁が予防接種を嫌がった事で生まれた注射器型邪悪獣。成長前は、中に目玉の入った注射器のような姿をしており、相手に針を刺して空気(?)を送り込んで爆発させる。成長後は、医療器具が組み合わさった外観をしており、左腕の薬瓶や左腕と背中注射器の中の溶解液を飛ばしたり、注射器型のミサイルで攻撃する。邪悪獣の中では珍しく重力波を受けずそのまま倒されている。
スカイダー
声 - 巻島直樹
全長 - 26.7m / 重量 - 43t
飛行機の事故から生まれた邪悪獣で発生源は自宅の庭にセスナ機が落ちてきた男性の一言。成長前は飛行機状、成長後は飛行機と怪鳥が合わさったような姿になり鳳王がやっと追いつける速度で飛行、誘導ミサイルを武器に仁らを苦しめた。飛鳥の予備校への入塾試験の最中に現れた。
バイキンデビル
声 - 安西正弘
全長 - 23.4m / 重量 - 58t
主婦が子供の病気の流行を迷惑がったことから生まれた邪悪獣。一つ目で、ばい菌を擬人化した姿。幼生態はマスクをしている。口から強力な病原体を噴霧し、町に病気を蔓延させた。その威力は地球人はおろかタイダーすら病気にする。成長後は手が体温計と薬瓶になり氷嚢を頭に載せている。左腕の体温計からエネルギーを放出する（右腕は薬瓶）。他に、口からカプセル剤型のミサイルを放つが、「ライジンボール」で返され、口の中で爆発させられた。
オウボウダー
声 - 星野充昭
全長 - 26m / 重量 - 72t
夏休み中に授業をさせられた防衛組のメンバーが「横暴だ！」と篠田先生を迷惑がった事から生まれた邪悪獣。そのため、幼生時は篠田先生と瓜二つ。目の下のクマが主な相違点。ジャークパワー照射直後は単に巨大化しただけに見えたが、割れた中から黒板やチョーク等が合体したような姿を現す。腕のチョークで顔の黒板を擦り、耳障りな音を発する。足の黒板消しから繰り出す蹴りは、一見するとチョークの粉に見える有毒ガスを放出する。
タコボンブ
声 - 亀井三郎
全長 - 27.6m / 重量 - 82t
花火の後始末をしなかった若者を注意した事で生まれた、花火邪悪獣。目の前にタコの絵が描かれたサーフボードがあったため、タコのような形状になった。浜辺の花火を食い荒らし、成長後は花火大会を襲おうとした。成長後の形状は、足の生えたヘルメットのような形状。攻撃には、食べた花火を使用する。
ゴウトロン
声 - 島香裕
全長 - 29.5m / 重量 - 108t
銀行強盗のニュースを聞いた主婦の会話がきっかけで生まれた、銀行強盗邪悪獣。幼生態は手提げ金庫、成長後は銀行強盗の顔をしたトランクと据え置き型金庫が合体した蜘蛛のような姿をしており、ドリルの腕とマイナスドライバーの足を持つ。銀行から奪った現金を食べて巨大化し分け前に与ろうとした銀行強盗を仲間に加え（強盗からはロボットと思われていた）、強盗を繰り返した。ダイヤルを合わせて金庫を開けられることが弱点。
ジャークライジンオー
全長 - 23m / 重量 - 54t
タイダーが拾ったアークダーマでベルゼブが作った、ライジンオーに酷似した姿の邪悪獣で、倉庫からお菓子を奪い、破壊活動をして地球防衛組及びライジンオーに嫌疑をかけた。口から火炎放射攻撃を放つ。初登場のジャークサタンとのタッグでライジンオーを追い込む。
ボーソウル
声 - 塩屋浩三
全長 - 26m / 重量 - 70t
仁とその母の「暴走族は迷惑」の一言で発生したバイク型邪悪獣。鳴き声は「バリバリ〜」。幼生態は一輪バイクで、両脇にマフラーが生えている。ジャークパワー照射後は、タイヤが左右一対になる。その速さを活かしてライジンオーの合体阻止に成功するが、バクリュウオーの出現により敗北。
イカルダー
声 - 安西正弘、山崎たくみ（OVA）
全長 - 29.5m / 重量 - 93t
夫と子供を注意していた主婦が蜘蛛を見てヒステリーを起こした事で生まれた邪悪獣。成長前は小さなアークダーマ蜘蛛で、取り憑いた相手を怒らせる能力を持ち、マリアや姫木先生も怒り狂う。成長後は、手首（ヒステリックな女性を連想させる、紅く鋭い爪を持つ）と蜘蛛が合体したような姿で「オンドリャ〜」と鳴き、特殊合金製の糸を吐いて相手に絡みつかせ動きを封じる。
ノラネゴン
声 - 高宮俊介、塩屋浩三（45話）
全長 - 41.8m / 重量 - 88t
猫の鳴き声を迷惑がった事で出現した、猫のような姿の邪悪獣。幼生態は頭から直接足が生えた姿で、動物を操り盾にした。ヒゲを切られると、動物を操る能力がなくなる。ジャークパワー照射後は頭に猫が入ったバケツを乗せた化け猫の姿になる。腐食ガスを吐き、舌や尾（魚の骨を模している）で相手の動きを封じる。
タイフーン
声 - 郷里大輔
全長 - 24.2m / 重量 - 55t
逃亡に失敗した金塊強奪犯の「台風は迷惑」という発言に登場した台風邪悪獣。幼生態は雲が形作った不定形体。台風なだけに、弱点は目らしい。成長後は巨大なファン状の姿になった。竜巻による攻撃でライジンオーを苦しめたが、自然エネルギーを取り込む能力を持つバクリュウオーには無力だった。
ライフラー
声 - 郷里大輔
全長 - 25.9m / 重量 - 81t
アフリカ在住のレオニと動物保護官をしているその父の会話で発生した密猟邪悪獣。成長前は掃除機、成長後は掃除機にライフル状の手が付いた姿。野生動物を大量に吸い込んだ。両腕の銃口から射出した網で、相手の動きを封じ野生動物を捕まえる。アフリカに出張したライジンオーを高圧電流の流れる檻に閉じ込めるが、バクリュウオーの到着で形勢逆転される。
ユラース
声 - 西尾徳
全長 - 43.2m / 重量 - 320t
マンション建設のための基礎工事による振動を「地震みたいで迷惑」という主婦の発言を受け、建設現場の杭打ち機を取り込んだ地震邪悪獣。避難訓練中に発生した本当の地震をあきらが本気で怖がり、「邪悪獣が出たと思った」と言い訳をした直後に出現した。成長後は、手足の生えた巨大な鉄球の姿をし、鉄球下部はハンマーになっている。
ダルマンダー
声 - 島香裕
全長 - 29.3m / 重量 - 110t
運動会のダルマ競争でひでのりとペアを組むことになったきららが、練習が上手くいかないのに苛立ってダルマに八つ当たりしたことで生まれた、その名の通りダルマの邪悪獣。頭突きをした物をダルマに変化させるだけの能力だが、ダルマ化した街中の物に紛れ込み、その発見に手間取った。警官に捕まりそうになると、今度は運動会で使うダルマに紛れ込んだ。成長後はだるま落とし用の木槌の腕が生えた姿になり、地球をダルマ化しようとした。
サタンJr
声 - 稲葉実
全長 - 27m / 重量 - 105t
ライジンオーの基地を探るために現れたジャークサタンを見た野次馬の一言で生まれた邪悪獣。コックピットもジャークサタンと瓜二つでタイダーが乗り込んだ（自律稼働も可能）。唯一の違いは目が左右反対である点。森という見通しの悪い環境を活かし、防衛組を撹乱したが、タイダーの余計な攻撃で作戦がばれてしまう。
スーパー邪悪獣
スイガラー
声 - 飯塚昭三
全長 - 43.2m / 重量 - 148t
チンピラが投げ捨てた吸殻がきっかけで生まれた、タバコ邪悪獣。幼生体はタバコを咥えた唇。吹き出す吸殻はミサイルでもあり、タバコの箱が弾倉の役目を果たす。その煙は有毒ガス。ゴッドライジンオーに対抗するためジャークサタンと初めて「超次元融合」し「スーパー邪悪獣」へと強化を遂げた。スーパー時は灰皿のような外観をしており、煙の輪で相手の動きを封じ肩の熱線ビーム砲でゴッドライジンオーのファイナルファイヤーを破るも、新たな武器「ゴッドライジンソード」で倒された。
ベジベジ
声 - 小宮和枝
全長 - 42.9m / 重量 - 128t
野菜の邪悪獣。野菜嫌いのルリ子の一声で発生。幼生体は、ニンジンの手足が生えたピーマンの姿をした邪悪獣らしからぬ可愛らしい姿の本体と、一つ目のニンジン数体に分離する。鳴き声は「ベジベジ〜」。ルリ子は、ニンジンゼリーを食べてくれた本体を妖精だと思い込んだが、街中の野菜を食い荒らし給食は中止になった。超次元融合後は凶悪な顔つきになり、更にナスやシイタケ等も構成要素として加わる。飛ばした豆から生えた蔓で相手の動きを封じたり、蔓の先のピーマンを分銅鎖代わりに攻撃する。
テレノドン
声 - 島香裕
全長 - 41.4m / 重量 - 130t
ヨッパーの家でのチャンネル争いに辟易したヨッパーのママの一言で、ヨッパーの家のテレビを取り込んだ邪悪獣。アンテナの腕でリモコンを持っており、上にもパラボラアンテナが乗っている。テレビで偽情報を流す能力があり、テレビ局を乗っ取って偽の報道番組（キャスターはタイダー）でライジンオーやバクリュウオーを見当違いな場所へ呼び出した。情報操作を見破られると、ライジンオーをテレビの中に取り込んで、番組の中でジャークサタンとの戦いを強いる。バクリュウオーにリモコンを奪われ、脱出されてしまうと、超次元融合によりモニタやパラボラアンテナ、電源プラグで構成された怪獣のような姿になった。
バケヤシキン
声 - 京田尚子
全長 - 44.9m / 重量 - 180t
町内にあるお化け屋敷を気味悪がった吼児の友人の一言で生まれた邪悪獣、ユラースやテレノドンと同じく物を取り込む形で邪悪獣化した。外観は元々の屋敷そのままだが、家の中の様々な物を自在に動かす。タイダーをもてなす一方で、探検に訪れた仁達を驚かせ、吼児と勉を閉じ込めた。超次元融合により屋敷に手足が生えた姿になったが、2人にガス爆発を起こされ脱出された。弱点は柱。
オドール
声 - 玄田哲章
全長 - 34.9m / 重量 - 130t
祭の準備による交通規制に辟易したトラックの運転手の一言から生まれた、お祭り邪悪獣。成長前は太鼓、超次元融合後は法被を着て花笠の楯を装備した提灯。スピーカーから出す音波で人を踊らせることができ、ライジンオーを踊らせて戦闘不能にした。背中の電源コードを抜かれると、人を踊らせる能力が無効化される。なお、流す音楽は「ヒィ〜タラ行進曲」である。
サムイドン
声 - 郷里大輔
全長 - 34.2m / 重量 - 112t
悪天候で予定していたスキーが中止になった飛鳥が、仁と口論した挙句に吹雪を迷惑がった事から生まれた邪悪獣。成長前は雪だるまの頭部、超次元融合後は氷でできた足と片腕を生やした冷蔵庫の姿をしており、吹雪を起こしたり、出入口のないかまくら（というよりイグルー）に人を閉じ込めたり、氷柱を飛ばすなどの攻撃をする。
デンキー
声 - 塩屋浩三
全長 - 40.3m / 重量 - 145t
停電がキッカケで生まれた、電気邪悪獣。成長前は電球で円形の蛍光灯が頭上に浮いている。超次元融合後は電柱の姿をしている。発電所を襲い、町中の電気を吸い取った。
オセッカイザー
声 - 山口健
全長 - 42.6m / 重量 - 104t
ときえのお節介が原因でおもちゃを壊された子供の「お節介な正義の味方なんて迷惑だ〜!」の一言から発生。タイダーの前で「正義の味方! オセッカイザー!」と叫び顔面蒼白にさせる。青いタイツと赤いマントに黄色いパンツという正義のヒーロー然とした出で立ちで、一応人助けらしきものをしていたが、被害を拡げるばかりで、実際にやっていることははた迷惑そのものだった。その行動はベルゼブからは人間の味方のふりをしていると曲解された。その後巨大化してライジンオーとポージング対決、腕相撲などの勝負を繰り広げた。超次元融合後は胸部などに鎧状の物が追加された姿になる。ファイナルファイヤーの前に敗れるも、最後は崩れるビルを支えてビル内に残された人の命を救い、真の「正義の味方」となって炎の中に消える。
ラクガキング
声 - 塩屋浩三
全長 - 40m / 重量 - 187t
下級生達の落書きに便乗した仁達を注意した校長の一言で生まれた邪悪獣。成長前は鉛筆、超次元融合後は落書きされたブロック塀のような姿をしている。落書きを実体化させる能力を持ち、実体化された落書きは切り刻もうが燃やそうが再生するが、元になった落書きを消すと、実体化した落書きも消える。放送時『てれびくん』で行われた邪悪獣デザインコンテストの最優秀作品が元になっている。
ガンターン
声 - 二又一成
全長 - 39m / 重量 - 179t
デパートの警備員の一言が原因で生まれた、正月邪悪獣。成長前は和傘を持った鏡餅、超次元融合後は門松の腕と筆の脚が生えた羽子板。最初は太神楽の傘の芸を披露する、単におめでたいだけだったが、同じ芸しかしないため、徐々に観客に飽きられ野次を受けたため、「ヤッテランネェ〜」と暴れだした。傘の上で相手を回したり、傘に仕込まれたガトリング砲で攻撃してきた。超次元融合後は、羽根突きの羽根型の誘導ミサイルも使う。
スベール
声 - 巻島直樹
全長 - 38m / 重量 - 80t
スケートを上手く滑れないヨッパーが、周りの迷惑にならないよう注意した仁の一言で生まれた、スケートをモチーフにした邪悪獣。幼生体はスケート靴、スーパー化後はアイスホッケーの選手の姿になる。散々辛酸を舐めさせられ続けて来たライジンオーを操縦しているのが子供たちと知ったベルゼブの怒りが爆発、超次元融合後は今まで以上のパワー(通常より30%上昇)を発揮してゴッドライジンオーを苦しめた上に、スケート靴のブレードを破壊されバランスがとれなくなってしまったにも関わらず、ハイパーサンダークラッシュの重力波から自力で脱出しゴッド・ライジンソードの剣撃を受け止めたが、二度目の重力波からは脱出できなかった。
ゴキブロン
声 - 大塚芳忠
全長 - 40m / 重量 - 55t
ゴキブリ嫌いのクッキーの一言から生まれたゴキブリ邪悪獣。戦闘時以外はゴミを漁っていた。ライジンオーの基地を探ろうとしたタイダーに吼児とクッキーが誘拐され、獣王とバクリュウオーの出撃が遅れた事で、苦戦を強いられた。超次元融合後は、ゴキブリ捕獲器型になる。
バトール
声 - 塩屋浩三
全長 - 44m / 重量 - 198t
街中を走行した防衛隊の戦車を迷惑がったコンビニ店員の一言から生まれた、戦車邪悪獣。スーパー化後は胴体と両腕が戦車の砲塔、両足がキャタピラで構成された人型の姿になる。火力は高いが、防衛隊が作ったライジンオーMk-IIのロケットパンチで主砲の砲口を塞がれ敗北した。
ハッカルー
声 - 荒川太郎
全長 - 39.5m / 重量 - 98t
身体測定の計測器をれいこが迷惑がったことで生まれた身体測定邪悪獣。鳴き声は「ハッカル〜」。成長前は身長計、超次元融合後はメジャーのような姿になる。メジャーのような腕で測られたものはどんなものでも大きくなり、戦闘時はこの力で巨大化させたつるはしなどを武器とする。れいこまで大きくしてしまった事で逆転のキッカケを与えてしまった。巨大化後に唯一防衛組メンバーと「直接対決」（?）した邪悪獣。
スモーラー
声 - 塩屋浩三
全長 - 42m / 重量 - 128t
地球衛星軌道上のジャーク帝国基地内でタイダーが拾った、邪悪獣化前のアークダーマから作られた邪悪獣。前回の失敗を踏まえハッカルーとは逆に物体を小さくすることができる。成長前は顕微鏡、超次元融合後は顕微鏡にオペラグラスが合体したような外観をしている。ライジンオーを小さくしたが、誤ってジャークサタンまで小さくしてしまった上、篠田先生が両者が飛び込んだラーメンごとよく噛まずに食べたため、戦闘が篠田先生の体内で行われることになる。
オジサーン
声 - 郷里大輔
全長 - 38.5m / 重量 - 不明
地球で仕事をしようと会社に押しかけたタイダーを、受付嬢が変なおじさん呼ばわりして迷惑がったことから生まれた、変なおじさん邪悪獣。幼生体は栄養ドリンクの瓶を逆さにした頭で、着込んだコートの下は大きな顔（目は無い）になっている。女学生の前でコートの前を開いて見せたり、拾った新聞を、ブツブツ何か呟き貧乏揺すりしながら電車内で広げて読んだり、非常に臭い息を吐くなど、その行動は本当にただの変なおじさん。楊枝や鼻くそ、鼻毛等で攻撃する。この邪悪獣を見たファルゼブはタイダーを連想していた。超次元融合後は、鳴き声は「オジサ〜ン」で、コートを着ておらず手がゴルフクラブの先端に変化している。ドリンク剤の瓶を鈍器として使用する。
コドモスキー
声 - 塩屋浩三
全長 - 41.5m / 重量 - 125t
大介が発見したアークダーマを防衛隊基地へ運んでいた長官が、地球防衛組をうっかり「迷惑な子供たち」と言ってしまった事で生まれた子ども邪悪獣。幼生体は野球帽を被った野球ボール。腕の先の玉をぶつけることで、大人を子どもに変えて町中をパニックに陥れた。超次元融合後は、足が積み木になって幼稚園の制服を着た姿をしており、腕の玉以外にも腕に仕込んだバットを武器にする。超次元融合後に腕の玉の攻撃を受け、仁たち3人まで幼児化し、ゴッドライジンオー戦闘不能まで追い込むも司令室からの遠隔操作により敗れた。
ブラックタイダー
声 - 辻村真人
全長 - 39m / 重量 - 200t
地球上に残っていたアークダーマの大半を吸い込んだタイダーの変身体であり、邪悪獣ではない。その名の通り、全身真っ黒の巨大なタイダー。攻撃手段はビームやロケットパンチ等。その前にタイダーが世話になった仁の両親が命懸けの説得に向かう。
ハツコーイ
声 - 小宮和枝
全長 - 58.5m / 重量 - 218kg
OVA1に登場。タイダーの「恋は迷惑」という一言から誕生した。強化前・後ともにキューピッドの矢を持っており、これに刺さると男女問わず、さらにはホースや月などといった無機物であろうと最初に見た物を好きになってしまう。強化前は天使と悪魔を合わせたような外見で、強化後は巨大なハート型チョコレートになっている。
チャンバラー
声 - 飯塚昭三
全長 - 32.8m / 重量 - 78t
OVA2に登場。江戸時代の飛鳥が「剣術なんて迷惑だ」という一言から生まれた邪悪獣。誕生した元凶である飛鳥の前に現れ師匠になってほしいと頼まれる。からくり雷神王に敗北する。
ワルドラン
声 - 島田敏
全長 - 188cm / 重量 - 98kg
OVA3に登場。れいこの「エルドランが一番迷惑」という発言から生まれた。その名の通り、エルドランを黒くしたような外見で顔はアークダーマそのものである。地球防衛組がこれまで倒した邪悪獣をアークダーマ・メダルで再生させ、苦戦させた。

## 用語
地球防衛組
陽昇学園5年3組18名の呼称。2話にて仁が発案し以後は陽昇町すべての人に認知されていく。
邪悪獣
アークダーマから生み出される怪獣。人々が言う「●●なんて迷惑だ！」という負のワードとエネルギーから作られ、騒動を起こす。
ジャーク帝国
皇帝ワルーサ率いる五次元世界からの侵略者。今まで三次元以外の宇宙や世界を侵略してきた異次元の悪魔。

## スタッフ
- 企画：サンライズ
- 原作：矢立肇（連載誌 - 『テレビランド』、『てれびくん』）
- ストーリー構成：園田英樹
- キャラクターデザイン：武内啓
- メカニック設定：やまだたかひろ
- 美術監督：池田繁美
- 撮影監督：鳥越一志
- 編集：瀬山武司
- 音響監督：山崎あきら
- 音楽：田中公平
- 設定制作：谷口悟朗
- 制作進行：吉村章
- 監督：川瀬敏文
- プロデューサー：倉林伸介（テレビ東京）、藤波俊彦（読売広告社）、内田健二（サンライズ）
- 制作：テレビ東京、読売広告社、サンライズ

## 主題歌
オープニングテーマ「ドリーム・シフト」
作詞 - 篠原仁志  作曲 - 和泉一弥  編曲 - 和泉一弥  歌 - SILK
エンディングテーマ「地球防衛組応援歌」
作詞 - 園田英樹  作曲 - 田中公平  編曲 - 藤原いくろう  歌 - 地球防衛合唱隊（松本梨香、岩坪理江、まるたまり、吉田古奈美、松井摩味、鈴木砂織）
初期は本編のラストからイントロが始まりそのままエンディングに入る流れだったが、3話からキャロルが上から垂れる紐をくわえ引き下ろして曲が始まる独立したスタイルとなった。

### 挿入歌
「男が燃える陽昇海峡」
作詞 - 園田英樹 / 作曲 - 田中公平 / 編曲 - 宮崎慎二 / 歌 - 松本梨香
「僕らのヒーロー・絶対無敵ライジンオー」
作詞 - 園田英樹 / 作曲 - 田中公平 / 編曲 - 岩崎文紀 / 歌 - 松本梨香
「ライバル応援歌・邪悪帝国vs地球防衛組」
作詞 - 園田英樹 / 作曲 - 田中公平 / 編曲  藤原いくろう /  歌 - 梁田清之、吉村よう、松本梨香、岩坪理江、まるたまり、吉田古奈美、松井摩味、鈴木砂織
「僕たちからありがとう」
作詞 - 園田秀樹 / 田中公平 / 歌 - 松本梨香、岩坪理江、まるたまり、吉田古奈美、島田敏、塩屋浩三、林原めぐみ、松井摩味、鈴木砂織、佐藤智恵、南杏子
アニソン・アカデミーで使用された。

## 各話リスト
- 1992年1月1日は休止。

| 放送日        | 話数 | サブタイトル                  | 脚本              | 絵コンテ          | 演出       | 作画監督        | 登場する敵                                          |
| ------------- | ---- | ----------------------------- | ----------------- | ----------------- | ---------- | --------------- | --------------------------------------------------- |
| 1991年 4月3日 | 1    | ライジンオー見参!             | 園田英樹          | 川瀬敏文          | 佐藤育郎   | 武内啓          | エキゾースト                                        |
| 4月10日       | 2    | ぼくたち地球防衛組            | 園田英樹          | 川瀬敏文          | 近藤信宏   | 菊池晃          | ダストロン                                          |
| 4月17日       | 3    | テストなんて大迷惑!?          | 志茂文彦          | 佐藤卓哉          | 佐藤卓哉   | 藁谷均          | デストラー                                          |
| 4月24日       | 4    | お花畑を守りぬけ!             | 志茂文彦          | 山口美浩          | 山口美浩   | 西村誠芳        | デザートス                                          |
| 5月1日        | 5    | 決めろ!無敵の龍尾脚           | 早坂律子          | 佐藤育郎          | 佐藤育郎   | 佐久間信一      | ヤクザード                                          |
| 5月8日        | 6    | 交通戦争を生き残れ!           | 園田英樹          | 河本昇悟          | 河本昇悟   | 武内啓          | アクシデン                                          |
| 5月15日       | 7    | 酔っぱらいにはご用心          | 志茂文彦          | 近藤信宏          | 近藤信宏   | 藁谷均          | ビッグタイガー                                      |
| 5月22日       | 8    | 友情の無敵合体!               | 早坂律子 園田英樹 | 佐藤卓哉          | 佐藤卓哉   | 菊池晃          | ドクノイズ                                          |
| 5月29日       | 9    | 心のカビを吹き飛ばせ          | 志茂文彦 園田英樹 | 香川豊            | 元永慶太郎 | 西村誠芳        | カビリアン                                          |
| 6月5日        | 10   | ガソリンが消えた町            | 早坂律子 園田英樹 | 岩田六            | 佐藤育郎   | 武内啓          | アブラー                                            |
| 6月12日       | 11   | クッキーの悪夢                | 志茂文彦          | 杉島邦久          | 河本昇悟   | 佐久間信一      | デッドベア                                          |
| 6月19日       | 12   | プールはアツイドン            | 早坂律子          | 近藤信宏          | 近藤信宏   | 菊池晃          | アツイドン                                          |
| 6月26日       | 13   | 赤ちゃんを取り戻せ!!          | 志茂文彦          | 川瀬敏文          | 佐藤卓哉   | 藁谷均          | ヨナキング                                          |
| 7月3日        | 14   | 決戦!ベースボール             | 園田英樹          | 岩田六            | 杉島邦久   | 武内啓          | イタイゾー                                          |
| 7月10日       | 15   | マッハ9で飛べ!                | 西園悟            | 佐藤育郎          | 佐藤育郎   | 西村誠芳        | スカイダー                                          |
| 7月17日       | 16   | 特訓なんかはね返せ!           | 志茂文彦          | 河本昇悟          | 河本昇悟   | 菊池晃          | バイキンデビル                                      |
| 7月24日       | 17   | 先生は邪悪獣!?                | 早坂律子          | 近藤信宏          | 近藤信宏   | 佐久間信一      | オウボウダー                                        |
| 7月31日       | 18   | 大公開!防衛組の秘密（総集編） | 園田英樹 川瀬敏文 | -                 | 川瀬敏文   | 藁谷均          |                                                     |
| 8月7日        | 19   | 臨海学校は大騒ぎ!!            | 園田英樹          | 佐藤卓哉          | 佐藤卓哉   | 武内啓          | タコボンブ                                          |
| 8月14日       | 20   | マリアが消えた!               | 志茂文彦          | 杉島邦久          | 杉島邦久   | 西村誠芳        | ゴウトロン                                          |
| 8月21日       | 21   | 敵はライジンオー!?            | 西園悟 園田英樹   | 佐藤育郎          | 佐藤育郎   | 菊池晃          | ジャークライジンオー ジャークサタン                 |
| 8月28日       | 22   | 発進!無敵の戦士               | 志茂文彦 園田英樹 | 河本昇悟          | 河本昇悟   | 佐久間信一      | ボーソウル ジャークサタン                           |
| 9月4日        | 23   | 出た!超無敵合体!!             | 早坂律子          | 近藤信宏          | 近藤信宏   | 武内啓          | イカルダー ジャークサタン                           |
| 9月11日       | 24   | 犬猫パニック作戦!             | 志茂文彦          | 杉島邦久          | 佐藤卓哉   | 藁谷均          | ノラネゴン ジャークサタン                           |
| 9月18日       | 25   | 特ダネはもらった!!            | 西園悟 園田英樹   | 杉島邦久          | 杉島邦久   | 菊池晃          | タイフーン ジャークサタン                           |
| 9月25日       | 26   | アフリカ大決戦!               | 早坂律子 園田英樹 | 岩田六            | 中山晴夫   | 越智信次        | ライフラー ジャークサタン                           |
| 10月2日       | 27   | 大地震をやっつけろ            | 園田英樹          | 佐藤育郎 川瀬敏文 | 佐藤育郎   | 西村誠芳        | ユラース ジャークサタン                             |
| 10月9日       | 28   | 恐怖のダルマ勝負!!            | 志茂文彦          | 河本昇悟          | 河本昇悟   | 武内啓          | ダルマンダー ジャークサタン                         |
| 10月16日      | 29   | 出現!スーパー邪悪獣           | 志茂文彦          | 近藤信宏          | 近藤信宏   | 佐久間信一      | スイガラー ジャークサタン                           |
| 10月23日      | 30   | 邪悪獣はおともだち?           | 早坂律子 園田英樹 | 佐藤卓哉          | 佐藤卓哉   | 菊池晃          | ベジベジ ジャークサタン                             |
| 10月30日      | 31   | 激闘!チャンネル争い           | ごうどかずひこ    | 杉島邦久          | 杉島邦久   | 藁谷均          | テレノドン ジャークサタン                           |
| 11月6日       | 32   | おばけ屋敷で大冒険!           | 金巻兼一          | 佐藤育郎          | 佐藤育郎   | 武内啓          | バケヤシキン ジャークサタン                         |
| 11月13日      | 33   | 恐怖!踊る邪悪獣               | 西園悟 園田英樹   | 河本昇悟          | 河本昇悟   | 西村誠芳        | オドール ジャークサタン                             |
| 11月20日      | 34   | スキーはサムイドン            | 志茂文彦          | 近藤信宏          | 山口祐司   | 菊池晃          | サムイドン ジャークサタン                           |
| 11月27日      | 35   | 消えたコマンダー              | 早坂律子          | 杉島邦久          | 杉島邦久   | 佐久間信一      | デンキー ジャークサタン                             |
| 12月4日       | 36   | 邪悪獣は正義の味方!?          | ごうどかずひこ    | 佐藤卓哉          | 佐藤卓哉   | 武内啓          | オセッカイザー ジャークサタン                       |
| 12月11日      | 37   | 落書きたちの反乱              | 金巻兼一          | 青木康直          | 佐藤卓哉   | 藁谷均          | ラクガキング ジャークサタン                         |
| 12月18日      | 38   | 超能力者・仁                  | 志茂文彦          | 河本昇悟          | 河本昇悟   | 菊池晃          | サタンJr ジャークサタン                             |
| 12月25日      | 39   | おめでたいのは困り物          | 園田英樹          | 横山広行          | 横山広行   | 西村誠芳        | ガンターン ジャークサタン                           |
| 1992年 1月8日 | 40   | ベルゼブ大接近                | ごうどかずひこ    | 山口祐司          | 山口祐司   | 武内啓          | スベール ジャークサタン                             |
| 1月15日       | 41   | 絶対無敵の大誘拐              | 金巻兼一          | 杉島邦久          | 杉島邦久   | 佐久間信一      | ゴキブロン ジャークサタン                           |
| 1月22日       | 42   | 学校の秘密を守れ!             | 西園悟            | 佐藤育郎          | 佐藤育郎   | 菊池晃          | バトール ジャークサタン                             |
| 1月29日       | 43   | 超巨大れいこ出現!             | 志茂文彦          | 佐藤卓哉          | 佐藤卓哉   | 藁谷均          | ハッカルー ジャークサタン                           |
| 2月5日        | 44   | ミクロ大決戦!                 | 西園悟 園田英樹   | 河本昇悟          | 河本昇悟   | 武内啓          | スモーラー ジャークサタン                           |
| 2月12日       | 45   | 発表!防衛組大百科!!（総集編） | 園田英樹 川瀬敏文 | 谷口悟朗 川瀬敏文 | 谷口悟朗   | 武内啓          |                                                     |
| 2月19日       | 46   | タイダー地球人になる          | 金巻兼一          | 横山広行          | 山口祐司   | 西村誠芳        | ジャークサタン オジサーン                           |
| 2月26日       | 47   | 大人が子供で大騒ぎ!?          | 園田英樹          | 杉島邦久          | 杉島邦久   | 菊池晃          | コドモスキー ジャークサタン                         |
| 3月4日        | 48   | 変身ブラックタイダー          | 金巻兼一          | 佐藤育郎          | 佐藤育郎   | 佐久間信一      | ジャークサタン ブラックタイダー                     |
| 3月11日       | 49   | 出現!ジャーク帝国             | 園田英樹 志茂文彦 | 横山広行          | 佐藤卓哉   | 武内啓 宮田忠明 | グレートジャークサタン 皇帝ワルーサ                 |
| 3月18日       | 50   | 皇帝ワルーサを倒せ!           | 園田英樹 志茂文彦 | 河本昇悟          | 河本昇悟   | 藁谷均          | グレートジャークサタン 皇帝ワルーサ                 |
| 3月25日       | 51   | 僕らの夢は絶対無敵!           | 園田英樹 志茂文彦 | 山口祐司          | 山口祐司   | 武内啓          | グレートジャークサタン 巨大アークダーマ(要塞心臓部) |

## 放送局
放送日時は個別に出典が提示されている局を除き1992年3月終了時点のものとする。
| 放送地域       | 放送局             | 放送日時                                                                                      | 放送系列       | 備考                                                               |
| -------------- | ------------------ | --------------------------------------------------------------------------------------------- | -------------- | ------------------------------------------------------------------ |
| 関東広域圏     | テレビ東京         | 水曜 18:00 - 18:30                                                                            | テレビ東京系列 | 制作局                                                             |
| 北海道         | テレビ北海道       | 水曜 18:00 - 18:30                                                                            | テレビ東京系列 |                                                                    |
| 愛知県         | テレビ愛知         | 水曜 18:00 - 18:30                                                                            | テレビ東京系列 |                                                                    |
| 大阪府         | テレビ大阪         | 水曜 18:00 - 18:30                                                                            | テレビ東京系列 |                                                                    |
| 岡山県・香川県 | テレビせとうち     | 水曜 18:00 - 18:30                                                                            | テレビ東京系列 |                                                                    |
| 福岡県         | TXN九州            | 水曜 18:00 - 18:30                                                                            | テレビ東京系列 | 現・TVQ九州放送。                                                  |
| 宮城県         | ミヤギテレビ       | 火曜 17:00 - 17:30（1991年1月まで） 火曜 17:00 - 17:29（1991年2月より）                       | 日本テレビ系列 |                                                                    |
| 新潟県         | テレビ新潟         | 月曜 - 木曜 17:30 - 18:00（1992年5月21日まで） 月曜 - 金曜 17:30 - 18:00（1992年5月25日より） | 日本テレビ系列 | [ 注 20 ]                                                          |
| 富山県         | チューリップテレビ | 水曜 16:00 - 16:30 ↓ 1992年の夏休み期間中の午前に集中放送                                     | TBS系列        | 1991年10月9日よりネット開始 週1回の放送としては1992年4月15日で終了 |
| 石川県         | テレビ金沢         | 金曜 17:30 - 18:00                                                                            | 日本テレビ系列 | 1991年4月5日から1992年4月10日まで                                  |
| 岐阜県         | 岐阜放送           | 金曜 17:00 - 17:30                                                                            | 独立局         |                                                                    |
| 京都府         | KBS京都            | 月曜 17:55 - 18:25                                                                            | 独立局         |                                                                    |
| 奈良県         | 奈良テレビ         | 土曜 18:30 - 19:00                                                                            | 独立局         |                                                                    |
| 広島県         | 広島テレビ         | 火曜 17:00 - 17:30                                                                            | 日本テレビ系列 | 後に中国放送でも再放送を実施。                                     |

## OVA
1992年9月30日から1993年2月24日にかけて、東芝EMIより全3巻（VHS・LD）がリリースされた。
テレビシリーズの放送終了後も、本作品の人気は依然として衰えを知らず、CDシングルやコミックなどのアイテムのリリース、それに各地でのイベント開催など、子ども向けのテレビシリーズとしては異例とも言える各種展開が継続された。そうした状況下で、テレビシリーズ放送終了から半年を経てリリースされたのがこのOVAである。
物語は6年生に進級した地球防衛組と、ジャーク帝国の残党との戦いをメインに据えつつ、テレビシリーズに比してやや高い年齢層向けであることから、登場人物たちの恋愛などテレビシリーズでは正面から取り上げられることのなかった要素や、江戸時代を舞台とした番外編エピソードなども盛り込まれているのも特徴の一つである。また、テレビシリーズと同様にOVAでも作中時間はリアルタイムで進行しており、第1巻は9月頃、第2巻は10月頃、そして第3巻は翌年3月頃の出来事として描かれている。
LDのライナーノーツによれば、OVAとして制作された3話分は「テレビシリーズが第52話以降も続いていたら」という構想のもと作られた「6年生編」というお遊び企画の一部でもあり、OVA3話分以外のエピソードについても後述のリストにもあるようにサブタイトルや、登場する邪悪獣の名称まで考案されている。

### 各話リスト（OVA）
| 発売日         | 話数  | サブタイトル         | 脚本            | 絵コンテ | 演出     | 作画監督 | メカ作監 | 敵                                                                             |
| -------------- | ----- | -------------------- | --------------- | -------- | -------- | -------- | -------- | ------------------------------------------------------------------------------ |
| 1992年 9月30日 | 第1巻 | 初恋大作戦!          | 園田英樹        | 河本昇悟 | 佐藤育郎 | 武内啓   | 土器手司 | ジャークルシファー スーパー邪悪獣 ハツコーイ                                   |
| 12月16日       | 第2巻 | 陽昇城カラクリ夢日記 | 園田英樹 西園悟 | 山口祐司 | 菱川直樹 | 武内啓   | 土器手司 | 邪悪獣 チャンバラー                                                            |
| 1993年 2月24日 | 第3巻 | みんなが地球防衛組   | 園田英樹        | 横山広行 | 菱川直樹 | 武内啓   | 土器手司 | 邪悪獣 ワルドラン 再生邪悪獣軍団 ジャークルシファー グレートジャークルシファー |

### 6年生編
| 話数    | サブタイトル         | 登場敵キャラクター        | 発表メディア                             | 備考                           |
| ------- | -------------------- | ------------------------- | ---------------------------------------- | ------------------------------ |
| 第52話  | 地球はアークダーマ?  | アースダーマ              | -                                        | -                              |
| 第53話  | 課外授業は大迷惑     | クシャミン                | -                                        | -                              |
| 第54話  | 地球防衛組の反乱     | -                         | CDドラマ『地球防衛組全員出動!』(1) - (6) | -                              |
| 第55話  | 日向仁、女になる?    | オカマーン                | -                                        | -                              |
| 第56話  | 一日遅れの誕生日     | -                         | -                                        | -                              |
| 第57話  | 髪は男の命です!      | ハゲール                  | -                                        | -                              |
| 第58話  | おしゃべりラブ       | ペラペラ                  | -                                        | -                              |
| 第59話  | 燃えろ! 修学旅行     | -                         | -                                        | -                              |
| 第60話  | 温泉旅館で大混乱     | イオウトロン              | -                                        | -                              |
| 第61話  | タイダーの一日       | -                         | -                                        | 『ガンバルガー』第10話とリンク |
| 第62話  | 授業参観なんか大嫌い | オヤージ                  | -                                        | -                              |
| 第63話  | 梅雨なんか吹っ飛ばせ | -                         | -                                        | -                              |
| 第64話  | アークダーマを探せ!  | -                         | -                                        | -                              |
| 第65話  | 陽昇町はサビの町     | サビルダー                | -                                        | -                              |
| 第66話  | 6年3組の休日         | -                         | -                                        | -                              |
| 第67話  | 歌え! 踊れ! 戦え!    | カラオケキング            | -                                        | -                              |
| 第68話  | 不眠症にご用心       | イビキング                | -                                        | 『ガンバルガー』第17話とリンク |
| 第69話  | 怪! 陽昇学園七不思議 | -                         | -                                        | -                              |
| 第70話  | 星空に消えたUFO      | エンバリアン              | -                                        | -                              |
| 第71話  | 美紀の一番暑い日     | -                         | -                                        | -                              |
| 第72話  | 西から来た少女       | ナットーン                | -                                        | -                              |
| 第73話  | 休み少なし宿題多し   | -                         | -                                        | -                              |
| 第74話  | ベルゼブ、再び…      | -                         | -                                        | -                              |
| 第75話  | 再侵略の序曲         | -                         | -                                        | 総集編                         |
| 第76話  | 初恋大作戦!          | ハツコーイ                | OVA第1巻                                 | -                              |
| 第77話  | アイドルをねらえ!    | ヘルビューティー          | -                                        | -                              |
| 第78話  | 帰ってきた正義の味方 | オセッカイザー2世         | -                                        | -                              |
| 第79話  | 泥だらけ・大作戦!    | ドロドーロ                | -                                        | -                              |
| 第80話  | バクリュウオー敗れる | ジャークバクリュウオー    | -                                        | -                              |
| 第81話  | 陽昇城カラクリ夢日記 | チャンバラー              | OVA第2巻                                 | -                              |
| 第82話  | 大混戦! 電話パニック | テレホーン                | -                                        | -                              |
| 第83話  | ゆうのお料理教室     | フルフル                  | -                                        | -                              |
| 第84話  | やせたいポテト       | ダイエットーン            | -                                        | -                              |
| 第85話  | お色気プロレス大作戦 | ウッフーン&ハッカルー     | CDドラマ『絶対無敵の玉手箱』             | -                              |
| 第86話  | のどを大切にしよう   | コエガワリン              | -                                        | -                              |
| 第87話  | タイダー、ひとり旅   | キラードク                | -                                        | -                              |
| 第88話  | 父ちゃん、がんばる!  | キラードク2               | -                                        | -                              |
| 第89話  | ニューヨークSOS      | メガーミ                  | -                                        | -                              |
| 第90話  | クリスマス大決戦!    | ジャークサンタ            | -                                        | -                              |
| 第91話  | その鐘をとめろ!      | ゴンゴーン                | -                                        | -                              |
| 第92話  | 白銀が招いた邪悪獣   | スラロームン              | -                                        | -                              |
| 第93話  | 一人ぼっちの司令室   | ユキコーン                | -                                        | -                              |
| 第94話  | 再会、ファルゼブ     | フォゲットン              | -                                        | -                              |
| 第95話  | ぼくらの町、陽昇町   | -                         | -                                        | 総集編                         |
| 第96話  | 試験会場は大混乱     | デスクラッシュ            | -                                        | -                              |
| 第97話  | 苦いチョコをどうぞ   | ナイショーン              | -                                        | -                              |
| 第98話  | 司令室、絶体絶命!    | スシズメーン              | -                                        | -                              |
| 第99話  | ベルゼブを救え!      | ダークファルゼブ          | -                                        | -                              |
| 第100話 | 非情! ゴクドーの罠   | ヤクタターズ              | -                                        | -                              |
| 第101話 | シャテイ、最後の挑戦 | ハイパーシャテイ          | -                                        | -                              |
| 第102話 | 防衛組基地、発見!    | サーチライター            | -                                        | -                              |
| 第103話 | 新たなる旅立ち       | -                         | -                                        | -                              |
| 第104話 | みんなが地球防衛組   | ワルドラン 幽霊邪悪獣軍団 | OVA第3巻                                 | -                              |

「6年生編」の括りには含まれないものの、この他にも以下の通り複数の番外編エピソードが、各種媒体にて発表されている。
| サブタイトル                        | 登場敵キャラクター            | 発表メディア                 |
| ----------------------------------- | ----------------------------- | ---------------------------- |
| 地球防衛組、新春紅白隠し芸大会      | 玩具のトロフィーの邪悪獣      | CDドラマ『絶対無敵の玉手箱』 |
| 地球防衛組、みんな、元気です!       | -                             | CDドラマ『ドラ1』            |
| 約束の続き                          | -                             | CDドラマ『ドラ1』            |
| 勉くん改造大作戦!                   | -                             | CDドラマ『ドラ1』            |
| 友達の作り方                        | -                             | CDドラマ『ドラ1』            |
| 好きになるって絶対無敵              | -                             | CDドラマ『ドラ1』            |
| ラブレター                          | -                             | CDドラマ『ドラ1』            |
| 絶対爆発ライジンオー対ガンバルガー! | 蝉の邪悪獣 狐魔界獣ヨメコーン | DVD特典CD                    |

### 主題歌（OVA）
オープニングテーマ「ドリーム・シフト」
エンディングテーマ
「地球防衛組応援歌」（第1・2話）
「FRIENDS」（第3話）
作詞 - 園田英樹 / 作曲・編曲 - 田中公平 / 編曲  藤原いくろう / 歌 - 松本梨香、岩坪理江、まるたまり

## 映像関連
テレビシリーズ
本放送当時、テレビシリーズの初ソフト化となるVHSビデオソフトおよびLDソフト（各巻4話収録）が発売された。価格はビデオ版が9000円、LD版が7800円。その後、1994年にはLD-BOXが2BOXに分けて東芝EMI（ユーメックスレーベル、現・ユニバーサル ミュージック合同会社）から発売。
ミュージッククリップビデオ
終了間もなく、テレビシリーズの名場面と後述のCDからのヴォーカル曲を合わせて編集したビデオソフト『5年3組めもりある』も発売された。その特典映像として、OVAシリーズ発売決定の『リレーCMシリーズ』映像も収録されている。
DVD
2004年4月2日にDVD-BOXが、フロンティアワークス・東芝エンタテインメントから発売された（販売：フロンティアワークス・ジェネオンエンタテインメント）。「1年間の期間限定生産」という触れ込みのもと、テレビシリーズ全話だけでなくOVA作品なども一括収録されており、一部の販売店やネットショップでは後にDVD-BOXの発売が決まっていた、『元気爆発ガンバルガー』とのコラボレーションによる非売品ドラマCD前編が特典として付属した（後編は『ガンバルガー』DVD-BOXの方に付属）。また、同じく『ガンバルガー』DVD-BOXとの連動による応募者全員特典DVDキャンペーンも展開された。期間終了後は単品DVDとして発売。マリアによる「視聴する際の注意」が収録されている。2008年2月から『元気爆発ガンバルガー』と共にDVDレンタル開始。
BD
2014年7月30日にBD-BOXが、NBCユニバーサル・エンターテイメントジャパンから発売された。

## 音楽関連
カセット
『絶対無敵ライジンオー〜篠田先生へのメッセージテープ〜』
地球防衛組が篠田先生に宛てたメッセージ収録。『アニメV』1993年12月号にて、全員応募サービスで配布された。後述の『ドラ１』に関連する。

CDシングル
- 『ドリーム・シフト/明日 Fall in Love』（TYDY-2032）
- 『地球防衛組応援歌/ヒィ〜タラ行進曲』（TYDY-2033）
- 『僕たちからありがとう』（TYDY-2046）

オリジナルサウンドトラック
- 『絶対無敵ライジンオー オリジナル・サウンドトラック』（TYCY-5167 / 復刻 UPCY-90217）
- 『絶対無敵ライジンオーⅢ オリジナル・サウンドトラック2』（TYCY-5219 / 復刻 UPCY-90219）
- 『絶対無敵ライジンオーⅥ オリジナル・サウンドトラック3+すばらしき音楽旅行』（復刻 UPCY-90225）

CDドラマ
- 『絶対無敵ライジンオー 歌う地球防衛組!』（TYCY-5192 / 復刻 UPCY-90218）
  - 解説ブックレット巻末にて、初代タイダー役吉村ようの他界を告知。このアルバムは吉村に捧げられている。
- 『絶対無敵ライジンオーⅣ 地球防衛組全員出動!』（TYDY-5236〜5241）
- 『絶対無敵ライジンオーⅤ ドラマCDスペシャル 絶対無敵の玉手箱（トウトウココマデヤッチマッタ）』（TYCY-5271 / 復刻 UPCY-90222）

ヴォーカルコレクション
- 「絶対無敵ライジンオー ヴォーカル・コレクション1」（TYCY-5265 / 復刻 UPCY-90221）
- 「絶対無敵ライジンオー ヴォーカル・コレクション2」（TYCY-5273 / 復刻 UPCY-90223）
- 「絶対無敵ライジンオー ヴォーカル・コレクション3」（TYCY-5274 / 復刻 UPCY-90224）

カラオケコレクション
- 「絶対無敵ライジンオー カラオケ・コレクション1」（TYCY-5257 / 復刻 UPCY-90220）
  - 「2」以降は未発売に終わっている（『歌う地球防衛組!』までの曲のカラオケ版を収録）

ラジオドラマ
- 『絶対無敵ライジンオー ドラ1』（TYCY-5336 / 復刻 UPCY-90226）

OVA完結後、ラジオ関西、東海ラジオで放送されていたユーメックス単独提供アニラジ・『YOUMEX YOUMIX』内で放送。同年9月末まででラジオ関西はネット局から離脱し、東海ラジオ単独放送になる。中学生になった地球防衛組の生活を描き、ライジンオーは登場しない。『1』と称しているものの続編はなく、ラジオドラマとしてはこの1枚のみに終わっている。関連CDとしては後述の#CD-BOXには唯一未収録。
先述の『篠田先生へのメッセージテープ〜』に関連。
CD-BOX
- 『絶対無敵ライジンオー ギャラクティカCD全集』(TYCY-5377～5383 / 復刻 UPCY-90227/34)

これまでのシングル、アルバムから歌曲・BGM・ドラマ・カラオケを再構成し(発売時期の関係上『ドラ1』は除く)、商品化されていなかったカラオケ音源も加えた集大成CD-BOX。
1991年から1994年にかけてユーメックスより発売されたサウンドトラックなど全11タイトルが、2023年11月29日にUNIVERSAL MUSICよりデジタル・リマスター音源で復刻された。

## ノベライズ

### 絶対無敵ライジンオー 僕たち地球防衛組
- （上）（1992年3月1日） ISBN 4-04-470113-X
- （中）（1993年4月1日） ISBN 4-04-470114-8
- （下）（1994年2月1日） ISBN 4-04-470115-6

角川スニーカー文庫発刊。「別の世界のサンライズでアニメのライジンオーの脚本家をしている篠田俊太郎」が「本当にライジンオーのいる世界」に来てしまった、という一種のメタフィクション的な内容となっている。テレビシリーズでは描かれなかったベルゼブ達の過去や、邪悪獣の発生プロセスなどについて記述されているが、中にはテレビシリーズとは設定が異なる部分も散見される（一例としてベルゼブがジャークサタンを所持しているにも関わらず旧コスチュームである、など）。

### 絶対無敵ライジンオー 五次元帝国の逆襲
Webサイト矢立文庫にて、2017年4月18日から2018年5月11日まで連載されたWeb小説。著者は園田英樹。キャライラストは武内啓。メカイラストはやまだたかひろ、仕上は甲斐けいこ。特効は八木寛文（旭プロダクション）。2019年3月1日に角川スニーカー文庫より単行本発売（ISBN 978-4041079768）。
- 地球防衛組が存在しなかった世界の高校一年生の月城飛鳥は、ある日、小学五年生の姿に戻っていた。そこで飛鳥は、自分が知らない地球防衛組や邪悪獣の存在を知り、タイムスリップかパラレルワールドに巻き込まれたのではないかと推測する。

クラスターサークル
小説オリジナル装備。クラスターサークルと呼ばれる15個のサイコロ状の光の塊で構成され、円状に繋がるとライジンオーに光輪を背負ったような姿となる。必殺技はライジンソードにクラスターサークルが光となって集まり放つ「クラスターゴッドサンダークラッシュ」。

## 玩具
発売元　トミー（現・タカラトミー）
『無敵合体ライジンオー』
剣王、鳳王、獣王がライジンオーに変形合体できるデラックスセット。鳳王の機構は一部設定と異なり、ライジンオー頭部が変形前もむき出しになっている。
『無敵変形バクリュウオー』
ドラゴンから人型に変形出来るデラックスアイテム。一部機構が設定と異なり、ゴッドライジンオー合体時、翼は背中に回らず肩の上に位置している。
『超無敵合体ゴッドライジンオー』
上記2種のセット商品。
復刻版『無敵合体ライジンオー』(2000年発売)
復刻版『無敵変形バクリュウオー』(2001年発売)
韓国生産。当時の金型をそのまま使用しているが、アニメ作画のイメージに合わせる形で、メッキパーツを黄色い成形色に変更している。
『無敵合金ライジンオー』
単体の無変形アイテム。一部にダイキャスト使用。
『無敵装甲バクリュウオー』
無敵合金シリーズ製品。無変形だが分解して無敵合金ライジンオーとの合体でゴッドライジンオーへの強化合体が可能となっている。
『無敵合金ゴッドライジンオー』
上記2種のセット商品。
『ライジンブレス』
なりきりアイテムのシリーズで2種類のボタン電池を内蔵、デジタル時計機能とライト点滅・サウンド機能を装備している。付属のダイキャスト製ライジンメダル(剣王)を装填可能。なお、外箱裏側には電池交換が出来ない旨(電池ブタが無いため)を記載。
『ライジンコマンダー』
なりきりシリーズの製品で単4電池2本使用。ライジンメダル3種付き。ボタン操作で個別のサウンドが流れ液晶が表示される。ライジンメダルをセットして合体遊びも出来る。
『ライジン剣(ソード)』
ライジンオーの必殺武器の単独製品。単4電池4本使用でボタンを押すと刀身が光り音が鳴る。
発売元　ユージン
『絶対無敵合金モデル スーパーフォルム ライジンオー』
無変形のチープトイ系フィギュア。下半身にダイキャスト使用。
発売元　カバヤ
『ライジンオーガム』
ライジンオーの食玩で事実上のエルドランロボシリーズの初の食玩。前期は無敵合体、後期は無敵変形をそのまま縮小したようなアイテムとなっている。第二弾のゴッドライジンオーは非変形タイプ。
発売元　童友社
『剣王』『鳳王』『獣王』
カバヤ食玩の前期版を単独販売した物。セット版のライジンオーも販売。
発売元 シーエムズコーポレーション
『BRAVE合金ゴッドライジンオー』
剣王、鳳王、獣王とバクリュウオーのセット。ライジンオーへの無敵合体、手首を外さずゴッドライジンオーへの超無敵合体を実現。トミー版からギミックの改善・アレンジが見られるゴッドライジンオーはアニメ作画用設定により近く、反面バクリュウオーは合体ジョイントの強度不足で破損の恐れがあるため注意。のちに剣王は単品でアニメカラーver、完成度の高かったライジンオーも単品で発売された。
発売元　KOTOBUKIYA
『D-STYLE 34　ライジンオー』
KOTOBUKIYA製造販売のオリジナルデフォルメスタイルのプラ模型シリーズ。可動と一部組み換えによる合体変形が楽しめる。テレビラインのデザインにほぼ忠実にデザインされている。無着色の『アークダーマ』がボーナスパーツとして付属する。
発売元 グッドスマイルカンパニー
MODEROID『ライジンオー』『バクリュウオー』『ライジンオー＜五次元帝国の逆襲版＞』
グッドスマイルカンパニーが製造販売するプラモデル。複雑な変形、合体を差し替えにより再現している。

## ゲーム
- DMG-RGJ『絶対無敵ライジンオー』
ゲームボーイソフト。発売はトミー。1画面アクションゲームであり攻撃方法が単純。ゴッドライジンオーやジャークサタンも登場しており前半はライジンオーに、後半はゴッドライジンオーに合体するシーンのデモが見られる。剣王、鳳王、獣王を使い分けて戦うことができる。戦闘中はセレクトボタンでウインドウを開き武器を装備、武器はある程度使用すると効力を失ったり弾切れを起こすので機体をチェンジし、使い尽くしたら合体するという流れである[145]。ダメージが非常に軽微であり、挙句にはシールドを投げてダメージを与えて凌ぐしかなくなる。敵の攻撃パターンも単純であり、どの攻撃も被弾すると均一してライフが1つ減るのみである。一見すると第1面をクリアするだけでも至難の業であるように見えるが、実はどの敵にでも必ず勝てる必勝攻略法が存在する。合体時にはアニメを意識したカットインが挿入される。コンテニューやセーブ機能は搭載されていない。以上のことから「クソゲー」という評価を下すメディアもある。ゲームとしての完成度が低いのは製作をたった6人で行っていたことが関係している[146]。
- CGB-BBSJ-JPN『ブレイブサーガ 新章 アスタリア』
ゲームボーイカラー専用ソフトのマップ生成型RPG。発売元はタカラ。
- スーパーロボット大戦GC、スーパーロボット大戦XO
順にニンテンドー ゲームキューブ、Xbox 360ソフト。シミュレーションRPGであり、同作品がスーパーロボット大戦シリーズ初参戦となる。
- 新世紀勇者大戦
PlayStation 2専用ソフト。サンライズの勇者シリーズを題材とするシミュレーションRPGであるが、エルドランシリーズからも本作品が参戦している。ライジンオーは主戦力・補助両面で活躍できる。ゴッドライジンオーはイベントのみの登場。邪悪獣はエキゾーストとジャークライジンオーの他、オリジナル設定で各作品のロボットを模す「ジャーク～」が登場。
- スーパーロボット大戦NEO
Wii専用ソフト。一部の原作エピソードが再現されているほか、他のエルドランシリーズ（ガンバルガー、ゴウザウラー、ダイテイオー）との競演が実現しており、ダイテイオーのPVで登場した合体攻撃「エルドランスペシャル」も使用できる。
- スーパーロボット大戦Operation Extend
PlayStation Portableのダウンロード限定ソフト。『NEO』同様エルドランシリーズ4作品が競演しており、本作品はテレビシリーズ終了後の時間軸となっている。
- スーパーロボット大戦BX
ニンテンドー3DS専用ソフト。